# Lugo (Italia)
Lugo (Lug in romagnolo, impropriamente detto anche Lugo di Romagna o Lugo di Ravenna) è un comune italiano di 32 183 abitanti della provincia di Ravenna in Emilia-Romagna.
Situata nella bassa pianura romagnola, è caratterizzata da architetture quali la Rocca Estense e il Pavaglione. È nota per la figura di Francesco Baracca, asso dell'aviazione della Prima guerra mondiale, cui è dedicato un monumento e un museo.

## Geografia fisica

### Territorio
Lugo è situata nel settore nord-occidentale dell'ampia pianura alluvionale che circonda Ravenna, fra i fiumi Santerno e Senio. Il territorio comunale è attraversato da una fitta rete di canali, fra i quali il canale dei Molini di Castel Bolognese, che hanno modellato queste terre, un tempo allagate, attraverso la bonifica.

### Clima
Il clima che caratterizza Lugo, così come tutte le zone interne pianeggianti della Romagna, è di tipo temperato subcontinentale, con inverni piuttosto freddi e umidi ed estati calde e afose. In autunno e in primavera si formano le nebbie che riducono la visibilità. In inverno possono sopraggiungere nevicate e venti forti da nord-est (bora), e gelate nei giorni in cui c'è il sole con temperature molto basse. Riguardo quest'ultima cosa, nel febbraio 2012 durante la grande ondata di freddo che investì l'Italia, oltre le copiose nevicate si raggiunsero i -11 °C in diversi giorni grazie all'effetto albedo.

## Origini del nome
Il toponimo Lugo deriva dal latino lūcus, "bosco religioso" o "sacro", che, a livello popolare, si è conservato solo in toponomastica.

## Storia
Lugo, come centro urbano, ha una origine certa solo nel pieno Medioevo. L'area dove sorge il centro abitato, invece, è stata frequentata dall'uomo sin dalla Preistoria.

### Preistoria e antichità
In un'area prossima al centro abitato sono stati rinvenuti i resti di un villaggio neolitico della Cultura di Sasso-Fiorano (quinto millennio a.C.). La campagna dove sorge Lugo vide popolamenti diversi e successivi sino a tutto il V secolo a.C.. I primi popoli che si stanziarono nel territorio in epoca storica furono i Celti. Il territorio lughese entrò nell'orbita romana negli ultimi decenni del III secolo a.C.. Come tutto il territorio conquistato dai Romani, fu interessato al fenomeno della centuriazione, avviato nel secolo seguente. Le terre furono assegnate a veterani di guerra, che giunsero in questi territori dopo essere stati congedati dall'esercito. Il popolamento fu sparso: non si verificarono forme di concentramento urbano come si ebbero, invece lungo la via Emilia, considerata il decumano massimo della centuriazione delle terre strappate ai Celti.

La centuriazione romana si fermò al sito dell'attuale Fabriago (9 km a nord-ovest di Lugo). Ciò significa che, oltre, iniziavano le valli paludose. Il cardo corrispondente a Lugo (la strada provinciale «Quarantola», nome dalla lampante etimologia centuriale) terminava a nord con un porto vallivo. Nei documenti dell'Alto Medioevo è chiamato San Giovanni in Lyba (da cui prenderà nome una delle valli più grandi della valle Padusa, la valle Liba).
La presenza romana durò sei secoli. A partire dal V secolo d.C. iniziò un periodo di peggioramento climatico. Il raffreddamento della temperatura durò ben tre secoli causando il progressivo spopolamento del territorio tra i fiumi Santerno e Senio (ovvero dove sorgerà Lugo). Senza la manutenzione umana dei canali e dei corsi d'acqua naturali, il territorio si riempì progressivamente delle acque fluviali ristagnanti. I fiumi tornarono a spagliare nella pianura. Dopo alcuni secoli, il livello del terreno al tempo dei romani rimase coperto da circa 1,5 metri di depositi alluvionali. La temperatura tornò ottimale nell'VIII secolo.

Solo a partire dal XIII secolo la rete di strade ortogonali, tipica della centuriazione, fu ricostruita, anche se le dimensioni del reticolo non coincisero con quelle dei tempi dei romani: le vie ortogonali infatti furono allineate ai cardini e decumani del territorio di Ravenna.

### Medioevo

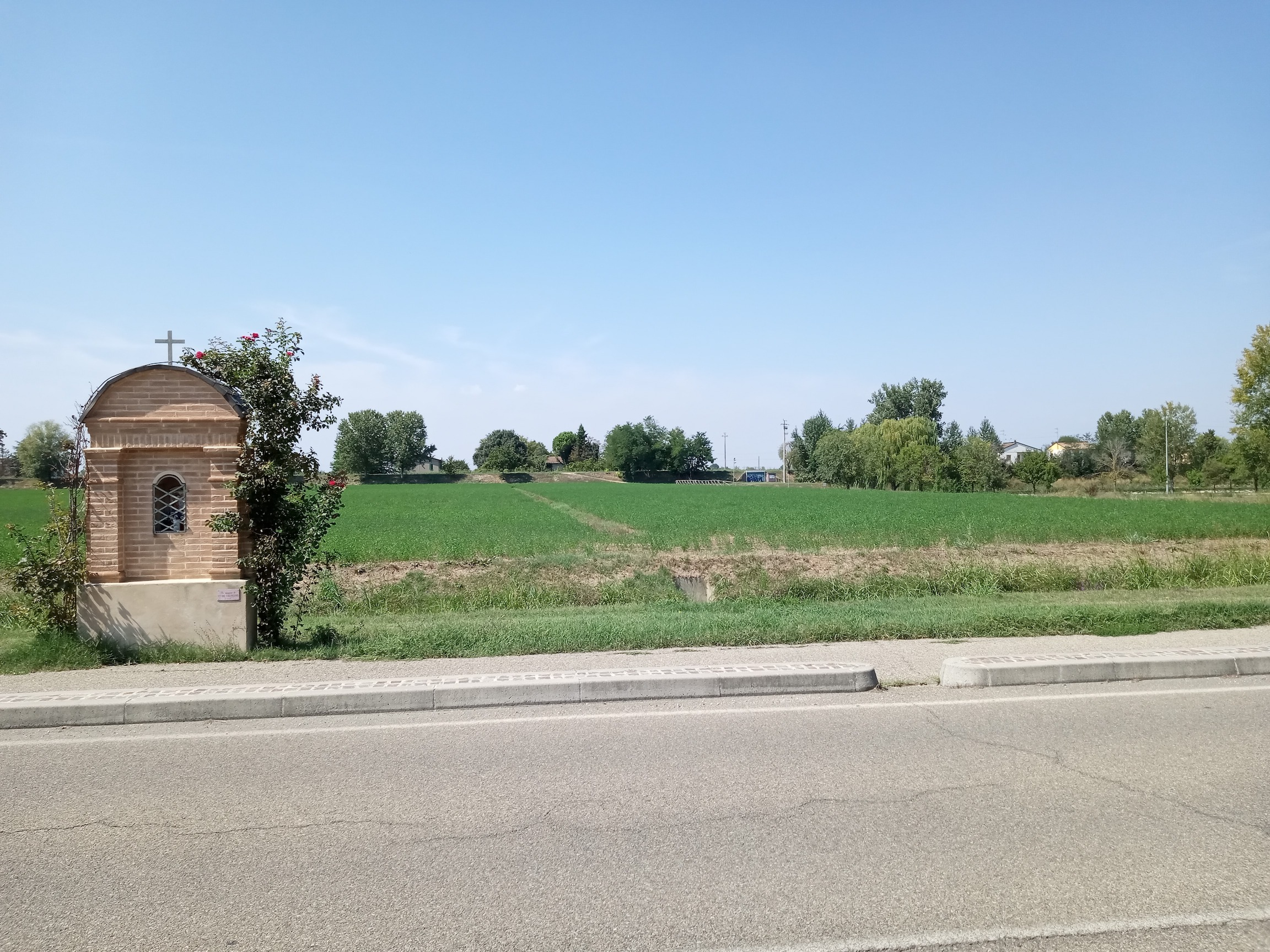
Pilastrino di via Paurosa. Il pilastrino votivo indica il luogo dove nell'XI secolo sorse l'abitato della massa sancti Hilari.

Nell'Italia bizantina il territorio era organizzato in "fondi" (dal latino fundus, podere = appezzamento di circa 60 ettari). Un insieme di fundi (poderi), tutti dello stesso proprietario, con almeno una chiesa, costituiva una massa. Nella zona a sud della direttrice via Villa-via Cento vi era un agglomerato di fondi denominato massa sancti Hilari (o Ilarii). È importante spiegare da dove viene la dedicazione, perché è connessa con l'origine di Lugo. Nel VI secolo Sant'Ilaro (Ellero) fondò un monastero a Galeata, località dell'Appennino forlivese. Dopo la sua morte il monastero divenne una stazione di sosta nel cammino dei pellegrini diretti alla valle del Tevere (e quindi a Roma), tanto che in paese fu allestito un ospizio. Si può dedurre, quindi, l'esistenza di un percorso nord-sud (parallelo e alternativo rispetto alla via Romea ravennate) le cui tappe erano: Ferrara, Argenta, il porto vallivo di Lyba, le vie Quarantola e Felisio, la via Emilia sino a Forlì, poi il superamento degli Appennini attraverso la valle del Bidente, lungo la quale si trova Galeata. Lugo fu fondata su questo percorso.
La maggior parte dei fundi che componevano la massa sancti Hilari era di proprietà dei monasteri dell'arcidiocesi di Ravenna, pur ricadendo nella diocesi di Imola. Nel territorio non vi era una fonte battesimale: esercitavano la loro giurisdizione le pievi di Barbiano e di Bagnacavallo (San Pietro in Sylvis).
Appartenevano alla pieve di S. Stefano in Barbiano i fondi: 
1. "Cento" (citato per la prima volta il 14 novembre 950)[18]
2. "Biancanigo" (la cui più antica attestazione risale al 18 febbraio 981)[19];
3. "Stiliano" (citato per la prima volta in un documento del 1071; in esso sorgeva l'unica chiesa della massa, intitolata a Sant'Ilaro).

Appartenevano alla pieve di San Pietro trans Sylvas (vecchio nome di S. Pietro in Sylvis) i fondi:
1. "Sala" (di esso si ha notizia il 15 gennaio 964);
2. Marcianiculo o Marzanigolo (che compare dall'anno 1033);
3. "Lucus" (che trova menzione nel 1111).

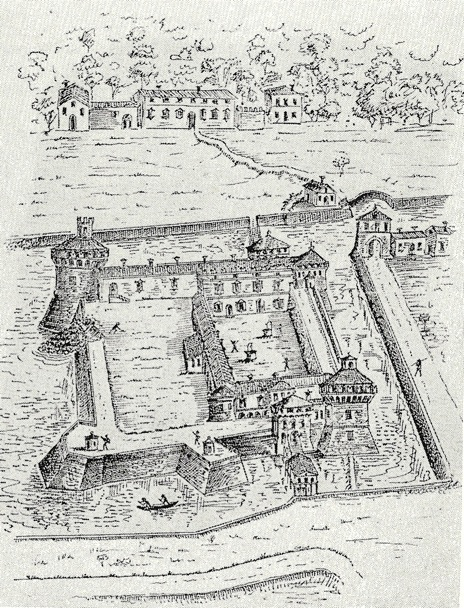
Disegno (di anonimo) della rocca estense (XV secolo)

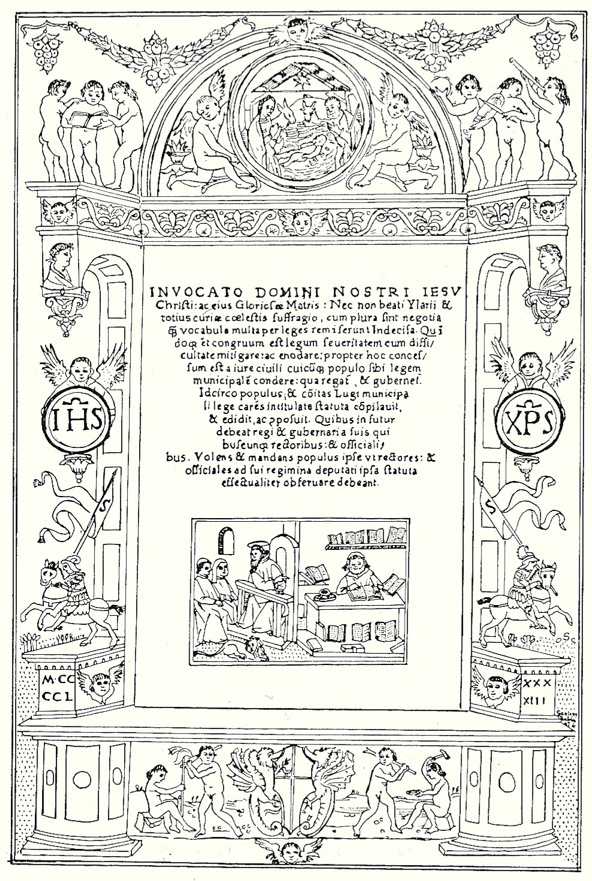
Frontespizio degli Statuti della comunità lughese (1493)

Nel 1037 è citato per la prima volta nei documenti un castrum (fortificazione). Attorno al castrum sancti Hilari iniziarono a formarsi dei burgus, ovvero i primi nuclei di abitazioni. Un piccolo borgo è documentato nel 1115. Durante la lotta tra Papato e Impero (1154-1183) nel 1161 i conti di Cunio, alleati di Federico I Barbarossa, strapparono la massa sancti Hilari alla Chiesa ravennate. Nel 1198 il legato di papa Innocenzo III ottenne la sua restituzione e nel 1202 l'arcivescovo di Ravenna, Alberto Oselletti, iniziò la costruzione di un nuovo castrum posto 1,5 km a nord della massa.
Nel 1218 il castrum fu conquistato e distrutto dai Faentini (guidati dal podestà Talamaccio di Cremona), cui si allearono i conti di Cunio. I lughesi dovettero accettare le condizioni del vincitore per ottenere la pace: smantellamento della fortificazione, pagamento di un riscatto per gli ostaggi e trasferimento di molti abitanti nel contado faentino, su terre che necessitavano di nuove braccia da lavoro. Negli anni immediatamente successivi il livello di vita dei lughesi peggiorò notevolmente. Nei documenti dell'epoca l'abitato è definito semplicemente come villa. Risale al 1224 il primo documento nel quale appare l'antico nome di Lugo: è una bolla di papa Onorio III in cui il pontefice conferma a Simeone, arcivescovo di Ravenna, i possedimenti dell'arcidiocesi ravennate. Vi si legge villam Luci cum curtibus, che in testi cronologicamente successivi diventa villa lugi. La pronuncia gutturale della "g" determinò poi il toponimo.
Il popolamento del territorio riprese alla metà del secolo. I campi furono bonificati dalle acque e la rete ortogonale di romana memoria fu ricostruita, partendo da ciò che era sopravvissuto: in alcune zone più elevate, infatti, l'antico disegno centuriale non si era cancellato del tutto. Dal 1232 Rainiero di Cunio tenne in pugno la cittadina per sedici anni. Nel 1248 Rainiero dovette cedere il potere al Senato di Bologna, che aveva ottenuto da papa Innocenzo IV la sovrintendenza generale sulla Romagna. Lugo venne nominata sede del distretto che comprendeva i centri abitati della diocesi d'Imola a nord della via Emilia (subtus Stratam). A Lugo si insediò il podestà. In un documento del 1256 Lugo tornò ad essere denominata castrum. Nel 1273 il comune acquistò il plebato di Santa Maria in Fabriago (5 200 ettari), aumentando notevolmente la propria superficie. Iniziò un movimento migratorio convergente dai paesi vicini.
Durante le guerre che coinvolsero la Chiesa e le Signorie per il possesso delle terre romagnole nel corso dei secoli XIII e XIV, Lugo passò più volte di mano. Nel 1278 fu restituita dai Guelfi bolognesi alla Santa Sede. Dieci anni dopo, nel 1288, la distinzione subtus/super Stratam fu cancellata. Nel 1296 fu definitivamente distrutto il castrum di Cunio. L'anno seguente Lugo fu conquistata dalla compagnia di Uguccione della Faggiuola, alla testa dei Ghibellini romagnoli. Il predominio dei Ghibellini fu di breve durata: il 29 aprile 1299 Lugo tornò alla Chiesa ravennate in base a un trattato tra guelfi (Bologna) e ghibellini (Imola, Faenza, Cesena e Forlì). Nel 1307 l'arcivescovo di Ravenna la donò al comune di Bologna. Appena due anni dopo fu presa dai conti di Cunio (insediatisi nella rocca di Barbiano) e data nuovamente alla Chiesa ravennate. Affidata nel 1333 al governo della famiglia da Polenta di Ravenna, nel 1338 fu presa dai Pepoli di Bologna, ai quali fu sottratta nel 1352 dai Visconti di Milano (che la tennero fino al 1367).
Nel 1367 Lugo passò alla Chiesa ravennate, ma non definitivamente. Il 28 febbraio 1376 il feudo entrò per la prima volta nell'orbita del casato degli Este di Ferrara. Il marchese Niccolò II (1338-1388) lo prese in affitto dalla Santa Sede per otto anni. La concessione fu rinnovata più volte finché, nel 1395 Manfredo e Giovanni da Barbiano la sottrassero agli Este con l'inganno. Nonostante nel 1408 venissero sconfitti dalle milizie del cardinale Baldassarre Cossa, i da Barbiano conservarono la signoria di Lugo fino al 1436. In quell'anno lasciarono definitivamente la Romagna e presero possesso del castello di Belgioioso, in Lombardia.

### Lugo nel Ducato di Ferrara
L'anno seguente si compì il passaggio definitivo di Lugo agli Este di Ferrara. Il 24 gennaio 1437 Nicolò III acquistò dalla Santa Sede il territorio di Lugo, divenendone così proprietario. Gli Este prevalsero su Nicolò Piccinino, comandante al servizio del duca di Milano, anch'egli pretendente al feudo lughese. I nuovi signori posero Lugo come capoluogo dei propri possedimenti in Romagna. La affrancarono dalla giurisdizione ecclesiastica di Barbiano; fecero costruire la via nova (poi via Fiumazzo), una strada rettilinea in direzione di Ferrara che tagliava diagonalmente la centuriazione; protessero gli ebrei, attestati a Lugo sin dal XIII secolo. La comunità ebraica di Lugo fiorì tra il XV e il XVI secolo, soprattutto negli studi talmudici. Gli Estensi consentirono agli ebrei provenienti da Spagna e Portogallo di stanziarsi nella cittadina romagnola. La comunità ebraica lughese raggiunse la vetta della sua importanza culturale e religiosa con i rabbini Samuele Del Vecchio e Beniamino Raffaele da Arezzo. Da Lugo proviene il famoso codice Kaufmann della Mishnà, conservato a Budapest e realizzato nell'XI secolo nell'Italia meridionale. L'eccellente patrimonio librario della comunità ebraica di Lugo è disseminato in diverse biblioteche europee, statunitensi e israeliane.
Con gli Este Lugo divenne il più importante centro amministrativo, oltre che mercantile, della Romagna estense. Gli Este si occuparono anche del riassetto del Santerno, il fiume che solca il territorio lughese. Nel 1460 il letto fu innalzato; il Santerno divenne il primo fiume ad essere arginato e condotto dall'uomo nel Po di Primaro. L'investimento necessario per realizzare l'opera ammontò ad oltre 33 703 lire, ripartite tra Ferrara e Lugo. Dopo che il fiume fu messo in sicurezza, sorsero lungo la sua riva destra nuovi centri abitati: Ca' di Lugo (fondata nel punto di intersezione tra la nuova strada voluta dagli Este e il Santerno), Bizzuno (1472), San Lorenzo in Selva (1473) e San Bernardino in Selva (1475).
Nel 1471 Borso d'Este fu insignito del titolo di Duca. Nel suo viaggio verso l'Urbe (dove ricevette l'investitura da papa Paolo II) volle passare da Lugo, dove fu acclamato dalla popolazione. Nel 1474 il comune di Lugo acquistò la contea di Donigallia (territorio compreso tra Lugo e Fusignano); l'anno seguente incamerò Guercinoro (sito nella zona di Villa San Martino). Nel 1506 furono determinati i confini settentrionali del territorio lughese. Nell'aprile di quell'anno gli Este stipularono un compromesso con il Comune di Ravenna, all'epoca soggetto alla Repubblica di Venezia, con cui furono fissati i confini tra le rispettive giurisdizioni. In conseguenza di questo atto, passarono agli Este tutti i territori a sud della «via Reale» (odierna S.S. 16 «Adriatica»). Su queste terre sorgeranno gli abitati di Giovecca, Frascata e Voltana. Negli anni tra il 1516 e il 1518 il governatore di Lugo ottenne il permesso dal duca di Ferrara di revisionare gli Statuti cittadini per uniformarli a quelli ferraresi. I nuovi Statuti furono approvati da Alfonso I d'Este il 29 novembre 1518. Nel 1528 il duca di Ferrara strinse un'alleanza con l'imperatore Carlo V, che garantì la sicurezza dei confini del ducato contro eventuali attacchi dell'esercito pontificio. Il duca però dovette accettare la presenza di ben 4.000 soldati spagnoli sul suo territorio. I soldati furono acquartierati a Lugo e la popolazione locale dovette contribuire al loro mantenimento. Nel 1544 Lugo si dotò di un grande orologio da torre. Fu eretto sul frontone del palazzo comunale.

### Dagli Estensi allo Stato Pontificio
Nel 1581 il Tribunale dell'Inquisizione condannò a morte per eresia Andrea Relencini. Originario di Modena, viveva nella cittadina romagnola da diversi anni come tornitore ed intagliatore. Nel 1887 il Comune fece murare una lapide sull'esterno della rocca estense a ricordo dell'infausto avvenimento.
Nel 1598, estintosi il ramo diretto dei signori d'Este, il Ducato di Ferrara ritornò allo Stato della Chiesa, com'era stato pattuito nell'iniziale investitura. Lugo, così come le località circostanti, furono inseriti nella neonata Legazione di Ferrara. La cittadina romagnola non perse i privilegi ricevuti dagli Este: esenzione dai dazi, permesso di esportare prodotti non essenziali senza dazi, libertà di mercato senza tasse, esenzione da tributi per il mantenimento di truppe (a meno che non fossero stanziate in città), mantenimento dell'istituzione comunale. Sempre nel 1598 papa Clemente VIII intraprese un viaggio nei nuovi territori. Il luogo prescelto per la sosta di una notte fu proprio Lugo (6 maggio 1598).
Negli anni successivi si cominciò a parlare della costruzione di un ghetto per gli ebrei. Fino ad allora la popolazione ebraica di Lugo aveva sempre vissuto accanto a quella cristiana (la sinagoga era situata nell'odierno vicolo Strocchi) e la popolazione si era addensata soprattutto lungo via del Limite (attuale corso Garibaldi). Ora invece anche gli ebrei lughesi dovettero sottostare alle leggi pontificie. Per essere riconosciuti dovettero indossare sul cappello un distintivo giallo detto lo "Sciamannino". Nel 1638 papa Urbano VIII impose agli ebrei dell'ex Ducato ferrarese di rimanere soltanto in tre città: Ferrara, Cento e Lugo. Per l'ubicazione del ghetto lughese fu scelto l'ultimo tratto di via Codalunga (oggi corso Matteotti). Gli ebrei si trasferirono nella nuova zona, sinagoga compresa: il tempo fu edificato al secondo piano del n. 70 di Corso Matteotti. La proprietà delle case rimase ai cristiani della zona, che le concessero in affitto perpetuo. Nel ghetto affluirono non solo i lughesi, ma tutti gli ebrei di Bagnacavallo, Cotignola, Massa Lombarda e Fusignano. La popolazione ebraica di Lugo crebbe così velocemente da raggiungere in pochi anni il 10% della popolazione. Nella comunità fu sempre presente un rabbino fino al 1839. Ebrei lughesi noti furono Agide Jacchia (musicista, 1875-1932) e il fratello Rambaldo (aviatore, 1876-1922, fondatore della prima società italiana di aviazione), Arrigo Jacchia (giornalista, 1891-1963), Giulio Salvatore Del Vecchio (1845-1917) e Gustavo Del Vecchio (1883-1972).
- 606 nel 1613 (si dovettero trasferire in via Codalunga nel 1639)
- 242 nel 1703
- ca. 400 nel 1732[46]
- 643 nel 1797
- 456 nel 1811
- ca. 300 nel 1830
- ca. 20 nel 1933[47]
- ca. 10 nel 1970

Nel 1944 ventisei ebrei lughesi furono deportati nei campi di sterminio.
Fonti: a) fino al 1811: don Mino Martelli, Storia di Lugo di Romagna in chiave francescana, Walberti, Lugo, 1984; b) dopo il 1811 La comunità ebraica a Lugo di Romagna, Lugo, Walberti, 2014.
Nel XVII secolo il problema della regimentazione delle acque dei fiumi Santerno e Senio si acuì enormemente. Dopo la rotta del Santerno del 1597 (o 1598), furono effettuati nuovi interventi. Nonostante ciò, si ebbero nuove inondazioni a San Bernardino e a Lavezzola. Bonifiche successive furono svolte a San Bernardino, ma negli anni successivi le rotte, alternate, del Senio e del Santerno divennero eventi normali, trasformando le zone di San Lorenzo e San Bernardino in paludi.
Come se non bastassero le inondazioni, il Seicento lughese fu funestato anche dalla peste. L'epidemia del 1630 (la “peste manzoniana”) provocò un calo di circa duemila abitanti, facendo scendere la popolazione dalle 5 756 unità del 1583 alle 3 818 del 1632. Infine, fra il 1641 e il 1644 Lugo fu coinvolta nella guerra di Castro: mille lughesi vennero arruolati. Si ebbero morti e povertà per il passaggio delle truppe sul territorio.
Nel corso del XVII secolo sorsero le prime tre industrie: fabbricazione di polvere da schioppo (1639); produzione del ghiaccio (nella rocca, in via Cento e nelle fosse di S. Francesco); del filo del baco da seta. Il permesso di istituire il mercato della seta era stato ottenuto nel 1609 da Roma. Alla fine del XVII secolo Lugo contava 5 353 abitanti.

### XVIII secolo
Il secolo XVIII fu per la gran parte un periodo di pace in Romagna. La città di Lugo crebbe in prosperità e ricchezza. Il mercato del mercoledì iniziò ad attirare gente anche da altre città. I generi maggiormente trattati erano: grano e altri cereali, uve e vini, bovini e, soprattutto, la seta, i cui bozzoli (che erano richiesti anche dai mercanti toscani) venivano commerciati a quintali.
Situata in posizione centrale fra le tre Legazioni di Bologna, Ferrara e Romagna, Lugo era divenuta il principale emporio dei tre territori e la città più ricca del ravennate. La Fiera del paese, che si teneva ogni due anni, era la più ricca di tutto lo Stato Pontificio, dopo quella di Senigallia.
Alla metà del XVIII secolo, Lugo si era dotata anche di un moderno teatro, uno dei primi teatri settecenteschi della Romagna. In città aveva sede dal 1674 un istituto di istruzione superiore come il Collegio Trisi. In questo periodo, Lugo contava circa 6 000 abitanti.
Negli ultimi decenni del secolo avvennero: il trasferimento del Collegio Trisi da via Codalunga ad un ampio Palazzo che si affaccia sul Pavaglione (1774), la ristrutturazione della Chiesa del Carmine, l'edificazione della nuova chiesa di San Francesco, la costruzione di un nuovo ponte in pietra sul Senio e la sistemazione di varie strade e piazze.
Alla fine del XVIII secolo la città contava 8 000 abitanti e con il contado superava i 16 000. Il secolo terminò con un evento bellico che a Lugo lasciò tracce profonde: il sacco dei francesi. Nel 1796 l'esercito di Napoleone invase l'Italia. Alla caccia di bottino, le truppe francesi si spinsero fino alla Bassa Romagna. Tutte le città e i paesi incontrati alzarono bandiera bianca. Solo a Lugo i napoleonici incontrarono resistenza.
La rivoltà cominciò il 30 giugno quando durante l'opera di requisizione, venne confiscato anche il veneratissimo busto del patrono sant'Illaro. Fu gettato sopra gli altri oggetti, come un qualsiasi soprammobile. Il popolo insorse per il grave oltraggio e, appoggiato dai conti Manzoni e dal clero, mise in fuga i soldati e si impossessò del paese. Intervenne il vescovo di Imola, il cardinal Chiaramonti (futuro papa Pio VII) che, temendo il peggio, propose una mediazione. Ma i sollevati non accettarono. La vendetta francese fu dura: dopo un primo assalto, che fu respinto, il 7 luglio i napoleonici, guidati dal generale Augereau, abbatterono le resistenze a colpi di cannonate. Per un giorno intero Lugo fu teatro di un terribile saccheggio.
Nel 1798 i francesi introdussero in tutta la Repubblica Cisalpina la coscrizione obbligatoria per i maschi dai 18 ai 26 anni. L'aliquota lughese fu indicata in 39 unità poi largamente superata. Le guerre delle coalizioni anti-francesi si susseguirono, così come si susseguì il passaggio di truppe sul territorio lughese: nel solo anno 1799 ben 9 168 soldati (sommando francesi e austriaci) transitarono per Lugo.

### XIX secolo
Nel 1805 fu inaugurato il servizio di illuminazione pubblica (ad olio). Furono piazzati 42 lampioni, di cui 28 all’interno della città e 14 nella circonvallazione. Nel 1806 fu costruito il nuovo cimitero che, per le leggi del governo laico francese, doveva sorgere fuori dell'abitato. Per non turbare troppo la sensibilità dei lughesi, fu edificato nello spazio antistante il Santuario del Molino. In occasione della Fiera del 1809 si svolse una dimostrazione pubblica di volo con “macchina aerostatica” (la mongolfiera) da parte dell'aeronauta Filippo Silvestrini.
La dominazione francese ebbe termine nel 1814. Con la Restaurazione Lugo tornò a far parte dello Stato Pontificio. L'evento fu festeggiato pubblicamente il 20 luglio 1815. Nel 1817 papa Pio VII concesse a Lugo il titolo di Città perché rimase fedele ai valori del trono e dell'altare anche durante l'occupazione armata francese.
Negli anni seguenti si diffusero a Lugo, come in tutti i principali centri della Romagna pontificia, le idee mazziniane e sorsero circoli carbonari. Nel 1831 molti lughesi parteciparono ai moti rivoluzionari; i repubblicani costituirono la Guardia nazionale, corpo di cittadini armati. L'intervento dell'esercito austriaco ne impose lo scioglimento. Nel 1848 lo Stato Pontificio introdusse la Guardia civica, un corpo militare formato dai ceti urbani, per la tutela dell'ordine pubblico.
Nel 1848 allo scoppio della seconda guerra d'indipendenza, il Papa dichiarò la neutralità dello Stato della Chiesa. Nonostante ciò, 250 lughesi si arruolarono volontari e combatterono in Veneto inquadrati nel Battaglione del Senio. L'anno seguente, tre alte personalità di Lugo ebbero un ruolo preminente nella nascita della Repubblica Romana del 1849: Giacomo Maria Manzoni, Silvestro Gherardi e Giacomo Pescantini, che furono membri della Costituente. I primi due fecero anche parte del governo: Manzoni fu ministro delle Finanze, Gherardi fu titolare dell'Istruzione. Nel 1855 Lugo fu tra le città colpite dall'epidemia di colera che attraversò la regione. Nel 1857 papa Pio IX intraprese un viaggio nelle città romagnole. Il pontefice si fermò due volte a Lugo, nell’andata e nel ritorno da Ravenna, il 25-26 luglio.
L'amministrazione pontificia in Romagna terminò definitivamente nel 1859: il 13 giugno, infatti, i liberali lughesi insediarono nella Rocca un governo provvisorio. Il 27 dicembre dello stesso anno furono ridisegnate le circoscrizioni territoriali; il Comune di Lugo, insieme a tutta la Romandiola fu aggregato alla Provincia di Ravenna. L'evento fu ricordato nel 1909 con l'apposizione di una lapida (tuttora visibile) sul bastione ovest della Rocca estense, il cui testo fu dettato da Fausto Balbo, direttore della Biblioteca Trisi.
L'11-12 marzo 1860 si tenne nelle ex Legazioni pontificie il plebiscito di annessione al Regno di Sardegna. Il 17 marzo 1861 fu proclamato il Regno d'Italia. Nel 1866 450 lughesi parteciparono come volontari alla terza guerra d'indipendenza, l'anno dopo in 200 seguono Garibaldi nella campagna dell'Agro romano che terminò tragicamente a Mentana. Vi morirono due lughesi: il conte Giulio Bolis e Francesco Bosi. Nel 1869 venne inaugurato l'ippodromo, che i lughesi soprannominarono subito «il Tondo» (30 agosto 1869).
La nota «Inchiesta Agraria Jacini» (1871) tracciò un quadro della gestione del territorio di Lugo negli anni immediatamente successivi alla nascita del Regno d'Italia. L'economia lughese non aveva subito grandi variazioni. L'occupazione principale continuava ad essere l'agricoltura:
- I braccianti a ore ricevevano un salario giornaliero di 1 lira/1,5 lire[66]
- I coltivatori diretti prendevano la terra in affitto a 120-180 lire/ettaro. La rendita oscillava fra le 132 e le 198 lire/ettaro.
- I piccoli proprietari, una minoranza della popolazione, possedevano in media 10-12 ettari di terra[67].

Il terreno era coltivato soprattutto a cereali. La frutticoltura era ancora di là da venire: su 11 000 ettari coltivabili, solo 16 erano destinati ad alberi da frutta. La canapa occupava il 5% della superficie. Nel 1869 la produzione di baco da seta era di 582 quintali (dieci anni più tardi aumentarono a 1243). Nel circondario lughese si contavano circa 18 000 bovini. Lugo si qualificava all'epoca soprattutto come grande emporio, in virtù del tradizionale mercato del mercoledì (in essere fin dal Medioevo), che col tempo aveva acquisito una dimensione sovraregionale.
Nel 1876 Giosuè Carducci salì al Parlamento venendo eletto nel collegio di Lugo. Nel decennio successivo si affermarono tra i lughesi i movimenti socialista e repubblicano, quale alternativa politica e amministrativa ai moderati e monarchici. Le giunte guidate dal repubblicano radicale Ercole Bedeschi dal 1885 al 1890 diedero vita ad importanti esperienze innovative in campo economico e sociale (ad esempio, costruzione di case per gli operai e fondazione di cooperative). Le istituzioni più importanti erano la Banca Popolare, il Canapificio, la «Società fra le Arti Costruttrici» e la «Società edificatrice di case operaje». Lugo vantava anche la più ricca Società di Mutuo Soccorso della Romagna, con una sezione femminile con più di 200 socie e un capitale di 17 363,59 lire.
Negli anni 1885-86 due lughesi, Luigi Capucci e Luigi Cicognani, effettuarono l'esplorazione dell'Abissinia, dalla costa alla regione dello Scioa.
Tra la fine del secolo e la prima guerra mondiale Lugo fu amministrata da partiti moderati, salvo la parentesi repubblicana nel primo decennio del secolo. Dopo la tragedia della prima guerra mondiale, nel 1920 fu eletto il primo sindaco socialista di Lugo, Giovanni Foschini (un bracciante di Voltana), ma nel 1922 fu estromesso con la violenza da parte dei fascisti.

Lugo in una fotografia dell'Aviazione britannica scattata il 6 agosto 1943 durante la Campagna d'Italia

### XX e XXI secolo
- Antonio Calderoni (1888-1916)
- Francesco Baracca (1888-1918)
- Giovanni Bertacchi (1894-1917)
- Aurelio Baruzzi (1897-1985)
- Federico Padovani (1912-1937)
- Pietro Gramigna (1912-1987)

Inaugurazione del monumento dedicato a Francesco Baracca (giugno 1936).

Nel 1917, in piena Prima guerra mondiale, si tenne a Lugo una «Esposizione interregionale d'arte». Vi parteciparono artisti locali e nazionali. Domenico (Nino) Pasi, Virgilio Ricci, Giannetto Malmerendi, Giacomo Vespignani, Orazio Toschi, Enrico Prampolini, Esodo Pratelli e Roberto Baldessari (forse oggi il più quotato tra gli artisti presenti) esposero le loro opere. La scelta di Lugo sede della manifestazione confermò la vivacità e il peso dell'ambiente locale nel futurismo nazionale. 

Nel 1925 furono realizzati i lavori per il raddoppio della parte posteriore del cimitero comunale. 

Lugo diede all'aviazione militare italiana l'asso Francesco Baracca (1888-1918), medaglia d'oro al valore militare. Oltre 400 furono i militari lughesi morti in guerra o a causa della guerra.
Durante la seconda guerra mondiale il fronte stazionò lungo il fiume Senio dal dicembre del 1944 al 10 aprile 1945, quando Lugo fu liberata. I primi ad entrare nella cittadina furono i soldati indiani dell'Esercito britannico (1st Jaipur Infantry, VIII Divisione di Fanteria), reparto di rinforzo, dopo che il Punjab ed il Maharatta con i Lancieri del Bengala sopportarono lo sfondamento del fronte. Un monumento, collocato in un angolo tra via Mentana e viale Europa, ricorda il loro sacrificio.
Risorta rapidamente dalle rovine della guerra, grazie all'operosità dei suoi abitanti e alla stabilità amministrativa, Lugo riveste un importante ruolo nell'economia romagnola come centro di scambi e di commercializzazione per i prodotti agricoli della Bassa Romagna. Il 21 ottobre del 1971 il film ...continuavano a chiamarlo Trinità venne proiettato al cinema Astra in anteprima mondiale. Fu un regalo del produttore del film, Italo Zingarelli alla propria città natale.
Durante l'alluvione dell'Emilia-Romagna del maggio 2023, il territorio di Lugo è stato completamente allagato dalle acque del Senio, del Santerno e del Canale Emiliano Romagnolo.

### Simboli
La blasonatura ufficiale dello stemma di Lugo è la seguente:
La descrizione del gonfalone è la seguente:
Lo stemma è stato riconosciuto ufficialmente con decreto del Capo del Governo del 7 marzo 1929 mentre il gonfalone ha ricevuto sanzione con il D.C.G. del 1º febbraio 1936.
Il Comune fa anche uso di una bandiera di bianco.
Lo stemma cittadino riprende il simbolo dell'arcivescovo di Ravenna da cui dipendeva Lugo, riportato anche in numerosi documenti e monumenti di epoca bizantina: una croce d'altare dalla quale si invola la colomba della pace.
Negli anni 2022-2023 il Consiglio Comunale ha chiesto l'aggiornamento di stemma e gonfalone per rispecchiare il titolo di città conferito da Papa Pio VII. I nuovi vessilli sono stati consegnati dal Prefetto di Ravenna al Sindaco durante una cerimonia il 16 dicembre 2023

### Onorificenze
Lugo è tra le città decorate al valor militare per la guerra di liberazione, insignita della medaglia di bronzo al valor militare per i sacrifici delle sue popolazioni e per l'attività nella lotta partigiana durante la seconda guerra mondiale:
Il Consiglio d'Europa ha decorato Lugo con:
- «Bandiera d'Onore d'Europa» (1996);
- «Targa d'Onore d'Europa» (2012).

## Monumenti e luoghi d'interesse

### Architetture religiose
- La Collegiata dei Santi Francesco ed Ilaro, conosciuta dagli abitanti come "Collegiata", fu edificata come chiesa del convento francescano tra il 1233 (anno dell'arrivo dei Frati minori a Lugo) e il 1238[82]. Fu consacrata e dedicata al Santo il 24 marzo 1254. Vi sono sepolti i conti di Barbiano, vicari apostolici di Lugo. Nel 1438 il Comune deliberò di allargare le mura per includere il complesso francescano. Nel 1471 al convento fu aggiunto il chiostro[83]. Il chiostro è il monumento più antico di Lugo dopo la rocca[84]. Il pozzale al centro del chiostro, anch'esso quattrocentesco, è un monolito in pietra d'Istria. Nel 1760 fu decisa la demolizione della chiesa e la sua ricostruzione dalle fondamenta. I lavori, affidati all'esperto architetto imolese Cosimo Morelli, durarono dal 1762 al 1772: il 1º settembre di quell'anno venne riaperta al culto. All'interno è scandita da quattro cappelle per parte che conservano opere settecentesche di artisti locali, fra le quali spicca nella grande pala d'altare la tela raffigurante San Francesco, dipinta da Benedetto dal Buono. L'organo fu costruito nel 1780 dal veneziano Giovanni Ghinei. Alla fine del secolo XVIII gli invasori francesi cacciarono i monaci; la chiesa fu affidata a un sacerdote del clero secolare. Nel 1826 papa Leone XII la eresse a chiesa parrocchiale[85] e ne affidò la cura al cardinale lughese Francesco Bertazzoli (1754-1830), canonico della collegiata dei Santi Petronio e Prospero (poi San Giacomo Maggiore). Due anni dopo il Bertazzoli decise di trasferire il titolo di collegiata alla chiesa del Morelli, che essa porta tuttora. La dotò di fonte battesimale e modificò il suo nome, associando Sant'Ilaro, patrono di Lugo, a San Francesco. Da allora la chiesa è diventata il punto di riferimento della comunità, dove si svolgono le più importanti celebrazioni liturgiche[86]. Vi è venerata l'immagine della Madonna del Rosario, custodita dal 1950[87]; il suo giorno di festa è la prima domenica di ottobre. Uno dei dipinti più pregevoli conservati al suo interno è la tela di Giacomo Zampa (1731-1808) che raffigura l'incontro tra Sant'Antonio da Padova ed Ezzelino III da Romano. Dal 6 agosto 1850 alla morte vi esercitò il suo ministero il Venerabile don Carlo Cavina (1820-1880).
- Chiesa di San Giacomo Maggiore (chiesa del rione Brozzi). Già esistente prima della distruzione dell'insediamento avvenuta nel 1218, è la più antica chiesa di Lugo ancora esistente[88]. Originariamente era situata dentro l'oppidum, la cittadella fortificata[89]. Nel 1229, in piena fase di ricostruzione del paese, fu nominata chiesa di giuspatronato della comunità (lo rimase fino al XV secolo). Era sede delle assemblee consiliari del comune, nonché degli incontri solenni e giurati[90]. Nella chiesa, intitolata ai “Santi Ilaro e Giacomo”, fu conservata a lungo una reliquia di Sant'Ilaro, il patrono dei lughesi[91]. Nell'anno 1300 fu la prima chiesa lughese ad ottenere un battistero[92]. Nel 1390 la chiesa venne ricostruita al di fuori della cittadella fortificata, nella via in cui si trova. Nel 1734 ricevette il titolo di collegiata, che poi fu trasferito alla chiesa dei Francescani nel 1826[93]. Dal 1741 al 1923 fu intitolata ai “Santi Petronio e Prospero”[94]. Bombardata durante l'ultimo conflitto mondiale, è stata riaperta al culto il 23 dicembre 1956. All'interno è conservata una statua che ritrae la Madonna addolorata, risalente al XVII secolo, opera della bottega dei Paganelli, artisti lughesi. Nel 1985 è stato realizzato un nuovo battistero.
- Chiesa di San Francesco di Paola (chiesa del rione Cento) – Fondata come chiesa di Santa Maria del Trivio[95] (con annesso ospedale) nel XIII secolo, la sua origine è connessa al popolamento del burgus Cento, uno dei due borghi principali di Lugo nel XIII secolo. Tra il 1335/40 e il 1370 la chiesa fu ricostruita[96]. Nel 1390 il parroco dell'antica chiesa della massa sancti Hilari vi si trasferì perché il luogo in cui sorgeva, all'epoca sito fuori dalle mura, era troppo esposto alle rapine ed alle scorrerie delle bande armate. Egli porto con sé le reliquie conservate nella chiesa abbandonata. Il titolo di parrocchia fu trasferito al nuovo luogo di culto, che fu rinominato “Santa Maria del Trivio e Sant'Ilaro”[96]. Da allora Santa Maria iniziò a contendere il primato di principale tempio cittadino all'altra chiesa parrocchiale di Lugo, San Giacomo Maggiore. Negli anni successivi si arricchì di altre reliquie del santo[97]. Nel 1583 la popolazione delle due parrocchie di Lugo ammontava rispettivamente a 3 056 anime (San Giacomo) e 2 700 (Santa Maria). L'antagonismo fu rinverdito nel XVII secolo e continuò nel secolo seguente. Nella corsa al primato, Santa Maria batté sul tempo San Giacomo diventando la prima chiesa lughese ad ottenere il titolo di collegiata (dicembre 1733)[98]. Ma dopo soli otto anni i titoli della chiesa furono rivoluzionati: la Santa Sede dispose la soppressione della parrocchia (e quindi della collegiata) e la sua riedificazione a San Francesco di Paola (bolla Copiosus in misericordia Deus di papa Benedetto XIV del 3 maggio 1741). Il titolo parrocchiale fu restituito già nel 1757. Dal 1838 poté di nuovo fregiarsi del nome di Sant'Ilaro, che venne aggiunto come co-titolare della parrocchia. Nel 1886 iniziarono i lavori di edificazione della nuova chiesa, che fu inaugurata il 23 aprile 1890[99]. Infine, nel 1921 la chiesa riebbe il battistero[100]. All'interno è conservato un pregevole Compianto sul Cristo morto in terracotta policroma risalente al XVI secolo. Nella Cappella del Sacramento si venera la Madonna della Cintura, una delle sculture lignee più antiche della Romagna. In un'altra cappella è venerata la Madonna del Rosario.
- Chiesa del Carmine – La chiesa, nella quale si venera Sant'Ilaro, patrono della città, fu costruita dai carmelitani nel Cinquecento e già nel 1526 vi furono collocate le reliquie e il busto argenteo di Sant'Ilaro provenienti da un più antico oratorio ormai in abbandono. Nel Seicento fu realizzato il chiostro. L'edificio religioso fu completamente ricostruito nel Settecento dall'architetto ticinese Francesco Ambrogio Petrocchi e la nuova chiesa fu inaugurata il 14 maggio 1772. All'interno della chiesa sono conservati alcuni dipinti di Guidaccio da Imola, tra cui una pregevole Madonna del Carmine (1481), titolare della chiesa insieme a Sant'Ilaro, nonché due organi di epoca barocca tuttora funzionanti: un grande strumento del 1799 di Gaetano Callido ed uno del Galli, su cui si esercitò il giovane Gioachino Rossini.[101].
- Chiesa di S. Maria delle Grazie (chiesa del rione Ghetto). Costruita nel 1612. L'edificio è ad un'unica navata con volta a botte. Vi officiavano i frati della Confraternita delle Stimmate di S. Francesco. Custodisce al suo interno un dipinto intitolato alla "Beata Vergine delle Grazie". Datato 1512, fu realizzato da un soldato francese di stanza a Lugo, pochi giorni prima di combattere nella sanguinosa Battaglia di Ravenna[102]. L'immagine, che raffigura la Madonna con il divin figlio tra le braccia, è molto venerata dai lughesi.
- Chiesa di Sant'Onofrio – Fondato come oratorio nel 1679, è stata per secoli la chiesa di uno degli ospedali cittadini. Al suo interno contiene grandi ovali nei quali Ignaz Stern (discepolo del Cignani), raffigurò la vita del santo a cui è dedicata. Sconsacrata nel 1910, dal 1992 la proprietà dell'edificio è passata all'Azienda sanitaria locale. Dal 2008 al 2012 è stato oggetto di restauro. In base ad un accordo col Comune, la chiesa può essere utilizzata come sede di mostre e di incontri culturali.
- Chiesa del Suffragio – Risalente al 1720, ospita alcuni apprezzabili dipinti di Stern e dei lughesi Benedetto del Buono e Carlo Ruina. All'interno della chiesa è presente un organo del 1844 realizzato da Cesare e Quintino Rasori e restaurato nel 1999.
- Chiesa dei Cappuccini - Edificata tra il 1947 e il 1951, presenta al centro una scultura ispirata al tema biblico della pietà. Una delle cappelle laterali è dedicata ai martiri lughesi della seconda guerra mondiale. I Cappuccini furono presenti a Lugo dal 1575. Durante la peste del 1630 i Cappuccini diedero il loro contributo al servizio degli appestati. Tra il 1666 e il 1706 il convento fu ampliato più volte e fu fornito di una buona biblioteca. La comunità subì le due soppressioni napoleoniche (1798 e 1805)[103] e quella italiana del 1866[104]. La comunità fu in entrambi i casi ricostituita. Nel 1915 i frati cappuccini furono chiamati a svolgere l'assistenza spirituale nell'ospedale civile. Nel 1945 la chiesa fu rovinata dai bombardamenti alleati (30 marzo e 6 aprile). Fu decisa la demolizione per costruire quella attuale, mentre per il convento fu scelta la riparazione[103]. A partire dal 1968 il numero dei monaci scese considerevolmente. Gli ultimi frati lasciarono il convento nel 1984, donando l'edificio alla Chiesa lughese[105]. Da allora l'ex convento è sede della Casa della carità "San Francesco d'Assisi", struttura assistenziale per persone non autosufficienti;
- San Gabriele Arcangelo: inaugurata e consacrata il 16 ottobre 1982, è l'ultima chiesa costruita a Lugo (nome completo: Chiesa di San Gabriele Arcangelo in San Benedetto Abate)[106]. È situata nella periferia est, vicino al nuovo tracciato della strada provinciale San Vitale. È la chiesa dell'omonima parrocchia, l'ultima in ordine di tempo ad essere eretta nella cittadina.

Chiese nel forese
- Oratorio di Croce Coperta – Uno dei più antichi luoghi di culto lughesi, è situato esattamente a un miglio romano dal centro[12]. Di origine altomedievale, la data di edificazione è sconosciuta. Nel 1465 era in stato di abbandono: il vescovo di Imola la affidò ai Carmelitani che la restaurarono[107]. Nel 1802 fu completamente spogliata e messa in vendita. L'acquistò Gian Antonio Bolis per salvarla dalla distruzione (1803)[108][109].
- Pieve di Campanile – Sita in campagna, a circa 10 km nord di Lugo, è un antico complesso ecclesiale comprendente una chiesa altomedievale e un campanile ancora intatto risalente all'XI secolo. La chiesa, originariamente a tre navate, è stata ricostruita dopo che fu devastata dalle esondazioni del fiume Santerno. La forma a navata unica, risale al XVI secolo. Nell'Alto Medioevo il complesso fece parte della rete di pievi rurali che sostituì l'amministrazione romana del territorio. La pieve fu al centro di una vasta zona, delle dimensioni di circa 5200 ettari.
- Chiesa di Ascensione - A pochi km da Lugo, fu edificata nel 1534. La chiesa ha dato il nome al piccolo centro abitato sorto nei dintorni.
- Oratorio di Passogatto, intitolato alla Madonna di Loreto, l'unico con questa dedicazione nella diocesi di Imola. Pregevole esempio di architettura barocca, l'edificio (edificato tra il 1709 e il 1715) è a forma di croce greca, con quattro cappelle ornate da grandi conchiglie. All'interno è conservata una pala d'altare di fine '600 con nicchia entro la quale è posta l'immagine della Vergine, databile alla seconda metà del XVI secolo[110].

Devozione mariana
Due sono i luoghi di devozione mariana:
- Santuario della Madonna del Molino: la chiesa fu costruita dopo un evento miracoloso. La tradizione fa risalire l'accadimento al 17 maggio 1496. Quel giorno un mercante, proveniente da Faenza diretto a Ferrara, rovesciò nei pressi di Lugo il suo carro, mandando in frantumi un'immagine della Vergine, in gesso bianco, che portava con sé. Alcuni bambini del posto ricomposero i frammenti; riunitisi in preghiera, l'immagine emise una potente luce e si ricompose senza segni apparenti di rottura[111]. La Madonnina fu collocata in una piccola cappella. Un anno dopo (27 aprile 1497) fu inaugurata una chiesa in un luogo chiamato popolarmente "Molinaccio" (da un vecchio mulino situato circa 1,5 km dal centro del paese). All'interno venne collocata l'immagine prodigiosa[105]. La cura santuario fu affidata ai frati domenicani. La costruzione iniziò nel 1516; nel 1538 la chiesa fu consacrata[105]. I Domenicani custodirono l'immagine fino al 1866, anno delle leggi sull'incameramento dei beni ecclesiastici e del loro allontanamento dalla città. Nel 1894 il Comune restituì il santuario alla diocesi di Imola[112]. Due anni dopo l'immagine della Madonna, che dai tempi napoleonici non era più uscita dalla chiesa, fu portata in processione tra le strade di Lugo. L'iniziativa ebbe un enorme successo: ventimila pellegrini accorsero per partecipare alla processione. Negli anni trenta del XX secolo il plurisecolare santuario fu ricostruito su progetto dell'architetto Corrado Capezzuoli; i lavori si protrassero dal 1939 al 1943[113]. Il 13 aprile 1951 fu elevata alla dignità di basilica minore. L'immagine della Madonna del Molino è invocata per le guarigioni da infermità. La sua ricorrenza cade il 15 agosto. Dal 1º febbraio 1984 la chiesa è anche sede parrocchiale. L'area prospiciente il santuario fu la sede originaria della Fiera di Lugo, nata nel 1550. La fiera, che si teneva nei giorni 15 e 16 agosto (i giorni dell'Assunzione al cielo di Maria), venne spostata in centro in seguito ad un incendio che si sviluppò proprio durante lo svolgimento della manifestazione, il 16 agosto 1628[114]. La Madonna del Molino è parrocchia dal 1º gennaio 1984;
- Chiesa di Santa Maria delle Grazie: vi è venerata l'immagine che prende il nome di “Madonna del Ghetto”, poiché la chiesa si trova nel quartiere un tempo abitato dagli ebrei. L'immagine è attestata fin dal XVI secolo. È invocata per guarigioni da malattie e protezione da calamità naturali. La sua ricorrenza cade il lunedì di Pentecoste.

Chiese non più esistenti
- Chiesa del convento domenicano – I primi monaci dell'Ordine dei frati predicatori si insediarono a Lugo nel 1492. Subito iniziarono i lavori di costruzione del convento con l'annesso orto, elemento essenziale della vita monastica dei Domenicani. Il 27 aprile 1497 i frati ricevettero in custodia una chiesa rurale in cui era custodita un'immagine della Vergine (poi divenuta nota come "Madonna del Molino", vedi sopra) che compiva prodigi. Quanto al loro luogo di culto, convento e chiesa furono edificati in un terreno donato loro dalla comunità nel fondo Cento[115]. La chiesa, a tre navate, fu consacrata nel 1508 e il chiostro fu realizzato nel 1521. Nel 1539 la comunità domenicana lughese ottenne il riconoscimento ufficiale di "convento formale"[116]. Nel 1568 fu ultimato il campanile a pigna che affianca la chiesa[117]. Come ogni convento domenicano, anche il convento di Lugo si dotò di una biblioteca. Il fondo fu accresciuto, nel tempo, con le donazioni di numerosi cittadini[118]. I frati fondarono uno Studium che rilasciò lauree in teologia[112]. Nel 1753 monsignor Tomaso Emaldi (1706-1762), lughese residente a Roma dove svolgeva il prestigioso incarico di bibliotecario privato di papa Benedetto XIV, finanziò l'istituzione di una cattedra di teologia dogmatica e morale. Tra i docenti che insegnarono nella "Cattedra Emaldiana" va ricordato Francesco Gaude. Si laurearono presso lo Studium domenicano due illustri lughesi: Francesco Bertazzoli e Giuseppe Compagnoni. Nel 1862 i domenicani furono espulsi da Lugo e nel 1866 il convento venne incamerato tra i beni confiscati dallo Stato; il Fondo per il culto destinò l'ex convento a caserma mentre la chiesa fu ridotta a magazzino. Mantenne questa destinazione fino a quando, il 26 dicembre 1944, durante la seconda guerra mondiale, fu completamente distrutta da un bombardamento: rimase solo il complesso conventuale e il campanile. Tra il 1998 e il 2000 l'ex complesso conventuale è stato ristrutturato ed è oggi utilizzato come residenza sanitaria assistenziale (RSA).

Altre chiese non più esistenti nella città di Lugo sono:
- Chiesa del convento degli Agostiniani (in via Tellarini);
- Chiesa di Sant'Antonio Abate (con annesso ospedale, in via Poligaro);
- Chiesa di San Rocco (con annesso ospedale, in corso Garibaldi 118);
- Chiesa di Santa Croce (con annesso ospedale, in via Codalunga);
- Chiesa dei Santi Anna e Gioacchino (in via T. Emaldi);
- Chiesa di Sant'Anna (in via G. Compagnoni);
- Chiesa di Gesù e Maria (rasente al vicolo dei Cappuccini);
- Chiesa di Santa Maria del Popolo (già "Della nascita di Maria", nell'angolo tra piazza Trisi e corso Garibaldi). Anche quest'ultima aveva un ospedale annesso.

### Architetture civili

#### Pavaglione
È un quadriportico di circa 100 metri di lato (copre quindi l'area di un ettaro) situato di fronte alla rocca estense. Il primo atto della costruzione di quello che divenne il Pavaglione si ebbe nel 1570, quando il duca Alfonso II d'Este ordinò lo smantellamento delle fortificazioni circostanti la rocca, per fare posto al mercato settimanale. La prima loggia costruita aveva lo scopo di fornire ricovero alle milizie e riparo ai mercanti in occasione del mercato settimanale; solo successivamente la funzione commerciale prese il sopravvento su quella militare. Negli anni seguenti il portico divenne famoso per il mercato dei bozzoli dei bachi da seta, fino ad essere indicato come "Padiglione de' folicelli da seta", poi "Paviglione" e infine "Pavaglione". Il termine "pavaglione", infatti indica un luogo recintato, e spesso coperto, in cui si svolgono le operazioni di vendita dei bozzoli. I lughesi, vista la fiorente attività di commercio del prezioso lepidottero, decisero di realizzare una struttura permanente, dedicata espressamente al mercato dei bachi da seta.
Costruito in più fasi, fino al 1780 esisteva un unico portico. In quell'anno il consiglio comunale deliberò l'ampliamento della struttura. Il nuovo progetto (firmato dall'architetto ferrarese Giuseppe Campana) comportò l'erezione di tre porticati da innestare su quello già esistente. Campana, facendosi ispirare dalle forme costruttive dell'antichità greca e romana, costruì tre lati del vasto quadriportico realizzando due logge più lunghe a una corsia (i bracci nord e sud) e una loggia più corta (il braccio ovest) a doppia corsia. Per uniformità, duplicò la corsia della loggia estense. Gli archi erano sostenuti «da pilastri a base quadra, uniti da cornice semplice e divisi nella continuità con frontespizi a pilastri rettangolari (due per parte nei loggiati più lunghi), fatti di un fornice a maggior respiro, in mezzo a due aperture minori architravate, con sovrastanti riquadri». Sul loggiato di ponente fece innalzare un attico con grandiosa cimasa, sovrastante tutto il foro mercantile. Il quadriportico fu inaugurato nel settembre 1783, in occasione della Fiera. 

La lapide dedicatoria al legato di Ferrara cardinale Francesco Carafa di Traetto recita come segue:
porticus angustiis ac temporariis tabernis

nec mercatoribus satis aptum nec mercibus tutum

Franciscus Card. Carafa Neap. Ferrar. Legatus

ne quid in posterum adliciendis negotiatoribus

nundinis amplificandis municipio ornando

confluentium denique commoditati deesset

ex area prorsus vacua et abnormi

in augustam hanc. formam cum porticibus et ornamentis

addito stationario milite

Per la strettezza del portico e per le botteghe provvisorie

non sufficientemente adatto ai mercanti, né sicuro per le merci

il Cardinale Francesco Carafa, napoletano, Legato di Ferrara

affinché nulla per l'avvenire mancasse al richiamo dei mercanti

allo sviluppo del commercio, all'ornamento del Comune

ed infine alla comodità di quanti vi convengono

dall'area totalmente vuota ed irregolare

ridotto a questa forma maestosa con portici ed abbellimenti

aggiuntavi una guardia a presidio

ampliò e nuovo e intatto dedicò anno 1783»
(Lapide dedicatoria del Pavaglione)
Raro esempio di architettura settecentesca ad uso civile, il Pavaglione anticipò concezioni urbanistiche moderne. I portici ospitano ancora numerose attività commerciali. Il "vecchio" loggiato (cioè il lato est) sopravvisse fino al 1867, quando fu abbattuto e ricostruito con uno stile identico agli altri tre porticati. A dirigere le decorazioni fu incaricato il pittore bolognese Luigi Samoggia, che eseguì l'ornamento delle finestre rettangolari ed effettuò il disegno del parapetto. Per il frontespizio Samoggia optò per una soluzione uniforme con quello del lato ovest (dove compare la dedica legatizia). Nel timpano del nuovo loggiato fece raffigurare lo stemma della città. Anche la tinteggiatura generale venne stabilita dal Samoggia. Infine, nel 1895 fu collocato un orologio meccanico, opera del maestro Clodoveo Franchini di Bologna, ancora perfettamente funzionante (è stato restaurato nel 2008). 
Nel 1917 sono state apposte nel porticato di ponente le due lapidi di marmo in memoria di Cesare Battisti e Guglielmo Oberdan ancora visibili. Tra il 1910 e il 1937 fu posto al centro del piazzale un monumento in onore di Mazzini e Garibaldi.

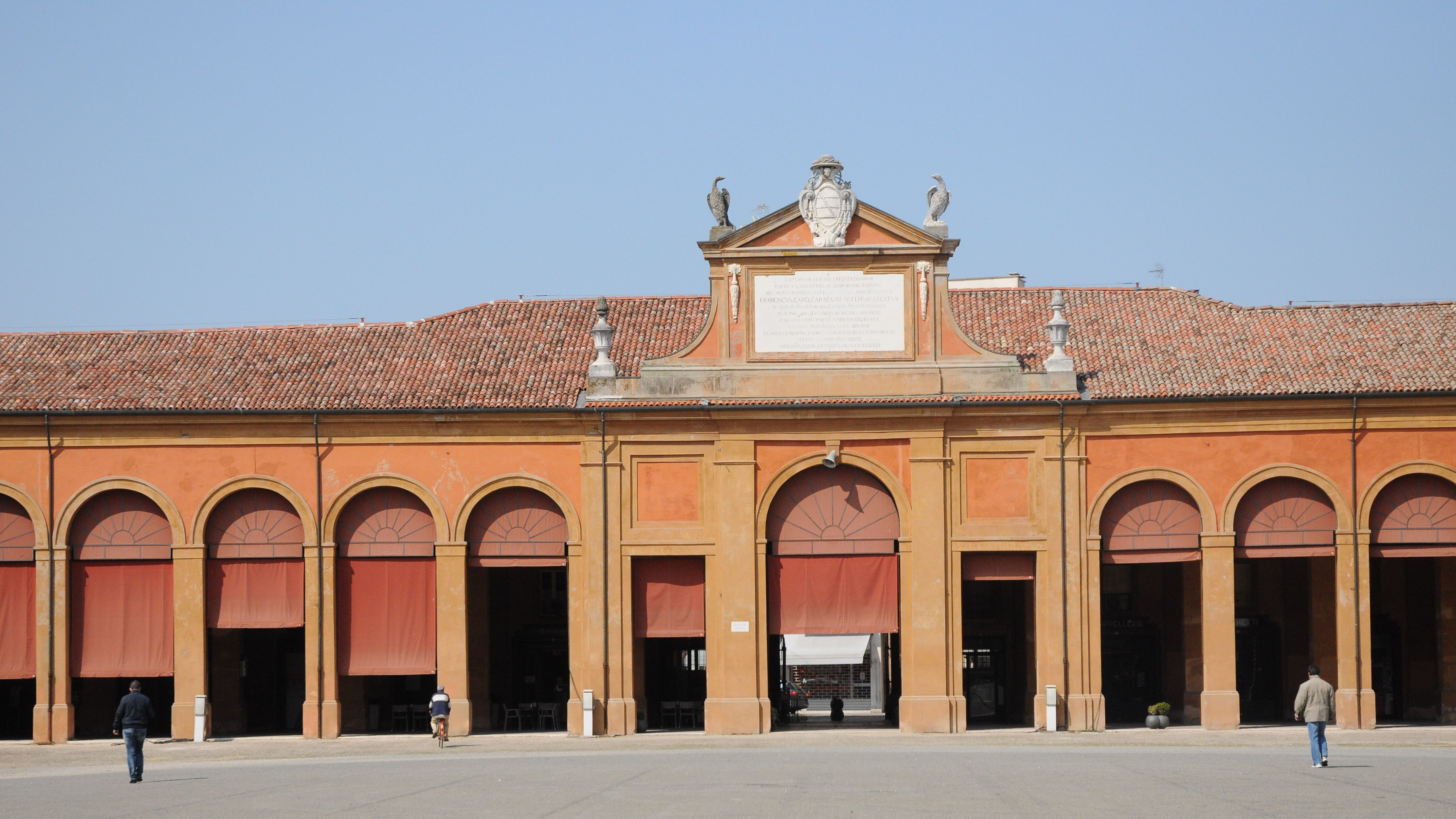
Il Pavaglione
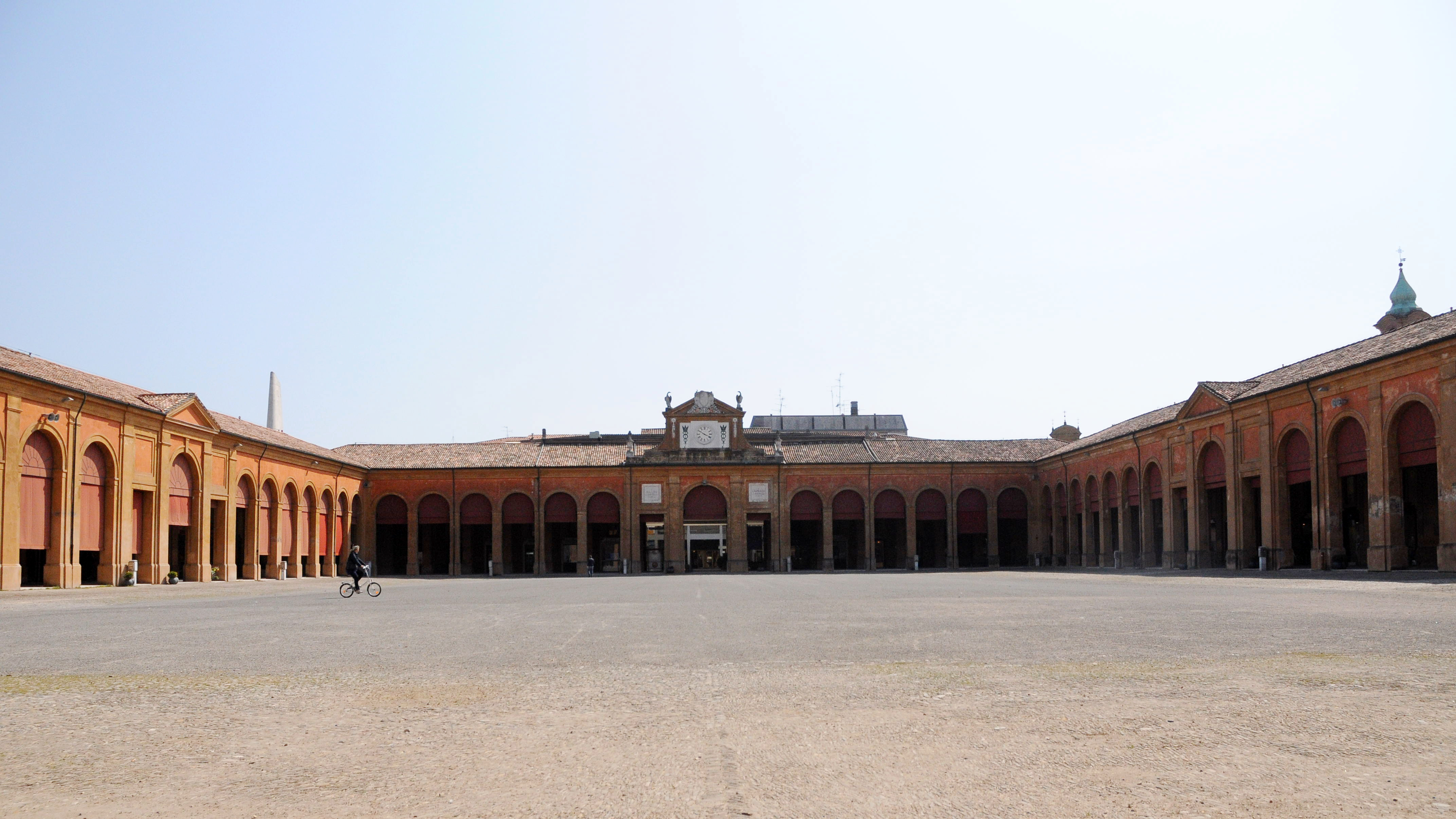
Piazza Mazzini, circondata dal Pavaglione
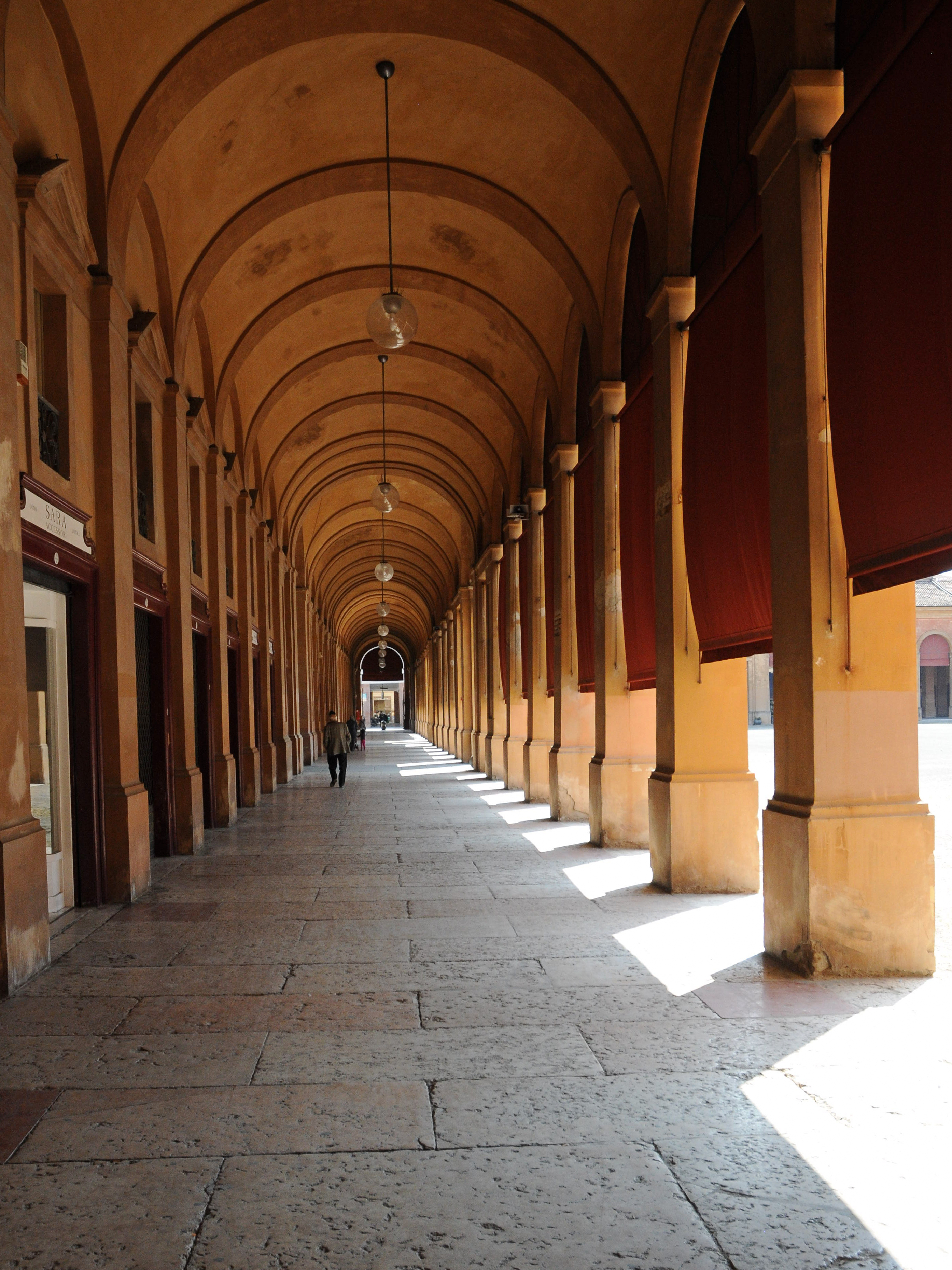
I portici del Pavaglione

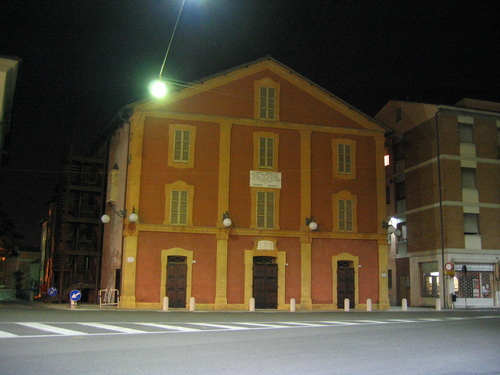
Teatro Rossini
Teatro all'italiana con sala scandita su quattro ordini di palchi cui si aggiunge il loggione, costruito nel 1758 su progetto dell'architetto Francesco Ambrogio Petrocchi con il coinvolgimento un paio d'anni più tardi dell'architetto Antonio Galli Bibiena, inaugurato il 15 agosto 1761 con una rappresentazione del "Catone in Utica" di Pietro Metastasio e intitolato a Gioachino Rossini nel 1859. Durante la seconda guerra mondiale l'edificio venne gravemente danneggiato dai bombardamenti. Il teatro, restaurato, ha riaperto nel 1986.
Palazzo Trisi
Palazzo signorile del XVIII secolo progettato da Cosimo Morelli. Fu fatto costruire dal Comune per riunire in un'unica moderna sede le scuole pubbliche e il Collegio Trisi. La storia del Collegio può essere distinta in due parti. Fu fondato per donazione testamentaria del nobile Fabrizio Trisi (1580-1630) il quale volle che parte del suo patrimonio, nonché la sua residenza, fossero impiegate nella fondazione di un collegio a lui intitolato dove mantenere dieci giovani lughesi meritevoli. Affidò infine la gestione dell'istituzione all'amministrazione comunale. Il Collegio voluto da Trisi entrò in attività nel 1674 grazie alle sollecitazioni del vescovo Costanzo Zani sul Consiglio comunale. La prima sede fu in via Codalunga (oggi via Matteotti) nella casa del nobile. Dapprima rilasciò solo la laurea in legge; a partire dal 1706 anche quella in filosofia. Nel 1760 il consiglio comunale deliberò l'accorpamento del Collegio Trisi con le scuole pubbliche lughesi. Cominciò così la seconda fase della vita dell'istituzione. Si decise di finanziare la costruzione di un nuovo palazzo dove alloggiare il Collegio e le scuole. A quel tempo esistevano a Lugo tre scuole pubbliche: elementare, «Grammatica inferiore» (per lo studio della lingua latina) e «scuola maggiore», dove si insegnavano Umanità e Retorica. La sede di via Codalunga fu chiusa nel 1763; l'anno seguente iniziarono i lavori, che si conclusero nel 1774. Le scuole pubbliche furono aperte già nel 1772, quando i lavori erano ancora in esecuzione. Il Collegio Trisi era dotato di una biblioteca giuridica aperta al pubblico, che divenne municipale durante la dominazione francese e fu aperta al pubblico nel 1803.
Villa Malerbi

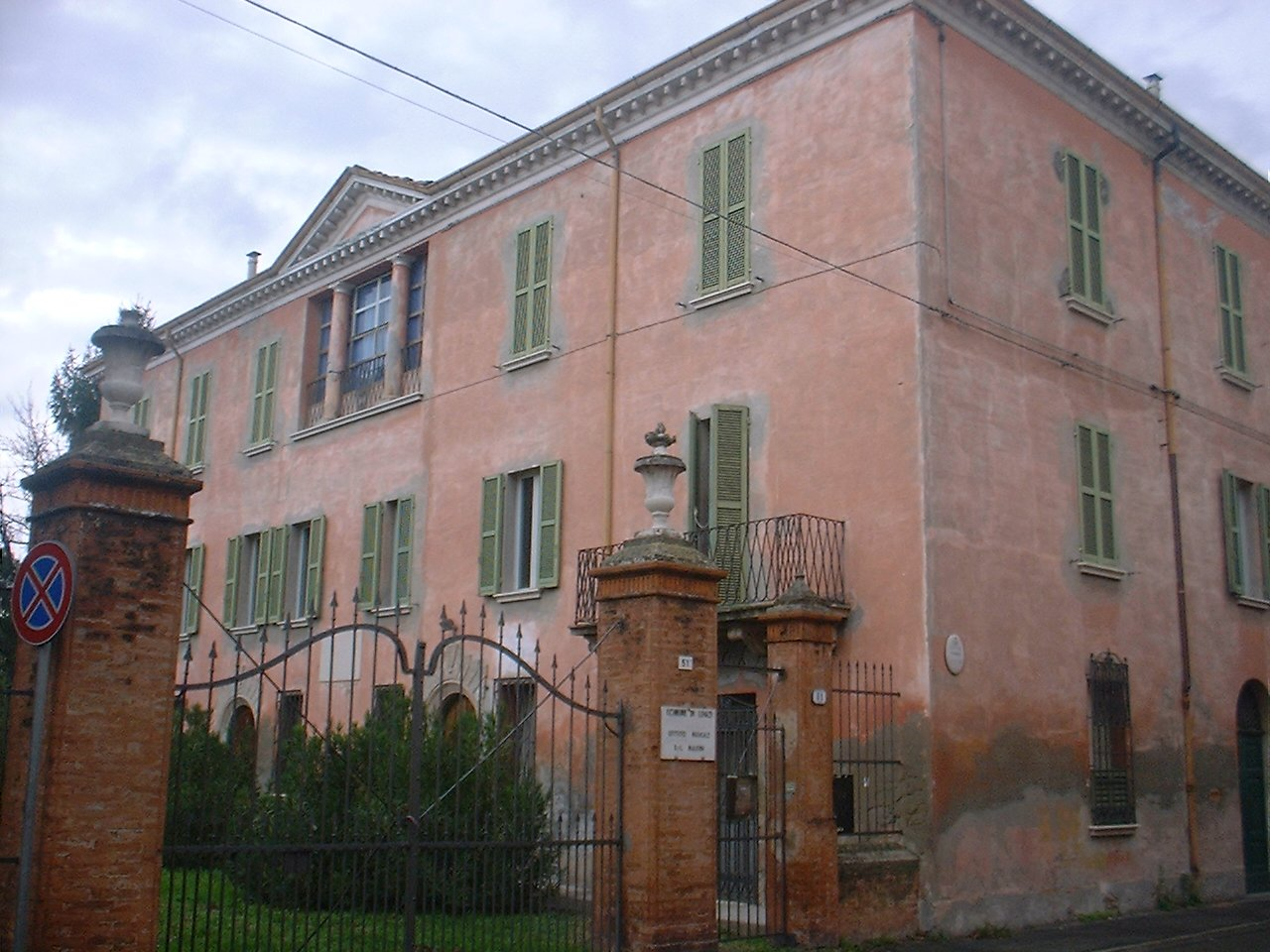
La scuola di musica intitolata ai fratelli Malerbi

Fu la residenza di campagna della famiglia Malerbi, che abitava in centro dov'è attualmente Largo della Repubblica. La villa, costruita nei primi anni del XIX secolo, fu ereditata da Pietro Malerbi (1890-1954), ultimo discendente maschio della famiglia. Nel 1949 (primo centenario della morte del canonico Giuseppe, suo antenato) egli la donò al Comune di Lugo, a patto che diventasse sede della scuola comunale di musica. Dal 1950 è sede dell'Istituto musicale pareggiato «Giuseppe e Luigi Malerbi», tuttora in attività. Il suo primo direttore fu Luigi Penazzi, che fu anche l'ultimo direttore della scuola musicale privata fondata dai fratelli Malerbi. Nella prima metà del XX secolo la scuola era stata diretta dal noto compositore Francesco Balilla Pratella (1910-1929), che accrebbe notevolmente il suo prestigio. Il «Fondo Malerbi», costituito dagli spartiti delle opere dei due fratelli (catalogato nel 1984 da Lauro Malusi) è conservato presso la Biblioteca comunale. All'inizio del XXI secolo Villa Malerbi è stata oggetto di un lungo restauro, terminato nel 2012.
Monumento a Francesco Baracca
Monumento realizzato nel 1936 in onore dell'eroe della prima guerra mondiale Francesco Baracca, nativo di Lugo. L'opera è dello scultore Domenico Rambelli di Faenza (1886-1972), che ne fu anche l'ideatore. La base è realizzata in cemento armato rivestito di travertino. Al fianco della statua in bronzo del pilota vi è un'enorme ala alta 27 metri.
Porta San Bartolomeo
Porta medievale; la data di costruzione è ignota. Deve il nome alla vicinanza di un oratorio dedicato a san Bartolomeo.
Cimitero ebraico
Il primo cimitero ebraico di Lugo si trovava non lontano dal ghetto (sito in via Codalunga), tra gli attuali viale T. Masi e Viale Dante. Esistente sin dal XV secolo, col passare dei secoli divenne troppo angusto per una comunità sempre più popolosa. Ne fu costruito uno nuovo nella prima metà del XVIII secolo, di dimensioni doppie rispetto al precedente. Nel XIX secolo il cimitero arrivò a contenere 600 sepolture. Nel 1863 la zona dov'era ubicato il cimitero divenne zona residenziale. Divenne necessario individuare per il cimitero ebraico una nuova collocazione. Dopo lunghe trattative con l'amministrazione comunale, nel 1877 venne inaugurato il cimitero nell'attuale sede (via di Giù). Con l'unità d'Italia e l'emancipazione degli ebrei, molte famiglie furono attratte dello stile di vita delle grandi città; iniziò così l'emigrazione delle famiglie più abbienti verso Bologna e altre importanti città. Il cimitero è attualmente in uso (e visitabile) ed appartiene alla Comunità ebraica di Ferrara.
Palazzo Drei
Palazzo dell'alta borghesia locale, appartenuto a una ricca famiglia di possidenti, composta dall'unica figlia dell'industriale Arrigo Foschini, Romea, che era stata anche proprietaria terriera per un certo tempo, e dal medico condotto di Lugo Giulio Drei. Dopo la morte del dottor Drei il palazzo andò in rovina e fu venduto allo stilista Angelo Cairoli.

### Architetture militari

#### Rocca estense

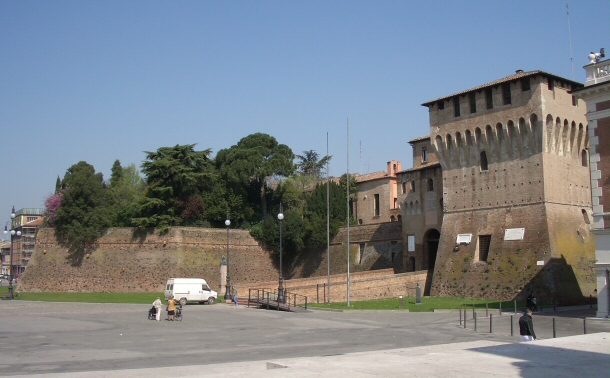
La Rocca estense

La Rocca estense è il monumento più caratteristico della città. Esempio di architettura fortificata, fu costruita sopra un precedente fortilizio. Gli Este la modificarono e ristrutturarono più volte: i loro interventi riguardarono soprattutto le bastionature ed il rafforzamento delle torri. L'aspetto della fortezza è ancora quello della metà del XVI secolo, al tempo degli Este. Dal 1847 la rocca estense ospita gli uffici dell'amministrazione comunale.

### Siti archeologici
- Insediamento neolitico – L'insediamento neolitico è stato individuato nel 1982 al centro del bacino di estrazione di una fornace. I reperti ceramici e litici raccolti all'atto del rinvenimento hanno permesso sin da allora di attribuire l'insediamento al Neolitico Antico e più precisamente alla Cultura di Fiorano. Il sito non è visitabile.

### Aree naturali
Le due aree naturali di maggior pregio site nel territorio di Lugo sono il Canale dei Mulini di Castel Bolognese, Lugo e Fusignano e il Parco del Loto. Nel 2011 sono entrate a far parte di un'Area di Riequilibrio Ecologico che si estende tra i Comuni di Lugo e Fusignano per 79 ettari. L'area comprende anche la "Ex cava Gattelli" e la Vasca di laminazione del canale Brignani.
- Canale dei Molini di Castel Bolognese, Solarolo, Lugo e Fusignano – Storica via d'acqua e fonte di approvvigionamento per le attività produttive (mulini e coltivazioni) del lughese, fu costruito a partire dal 1389 per dare acqua ai mulini di Castel Bolognese. Nasce dal fiume Senio a Tebano, in territorio di Castel Bolognese, e sfocia nel Canale di bonifica in Destra Reno, per una lunghezza totale di 38 km. Prima di raggiungere Lugo il canale passa dalla frazione Zagonara: qui si può osservare un'area protetta di 12 ha, il "podere Gagliardi"[130]. Passata Zagonara, il canale prosegue lambendo Lugo sul lato occidentale. Alle porte della città si trova il "Ponte delle lavandaie". L'opera risale al Seicento ed è in buono stato: sono ancora ben conservati i gradoni (ricavati dall'argine) su cui si sedevano le lavandaie. Un tempo, infatti, l'acqua del canale era utilizzata per lavare e sciacquare i panni. Fino al secondo dopoguerra era ancora visibile il Mulino di Figna (dal nome della famiglia dei mugnai), situato nelle vicinanze di Porta Brozzi[131]. Dopo aver attraversato in un tratto sotterraneo via De' Brozzi (la strada statale San Vitale), il canale prosegue la sua corsa verso nord, giungendo alla frazione Bizzuno, che lambisce ad ovest. Poi entra nel territorio di Fusignano. La gestione del manufatto è di competenza del Consorzio di bonifica della Romagna Occidentale.
- Parco del Loto – In un terreno sfruttato precedentemente come cava di argilla è stato ricavato uno specchio d'acqua che ospita numerose specie di fiori di loto e ninfee. Pur avendo una vocazione naturalistica, è situato in un ambito tipicamente urbano, a ridosso del centro storico della città. All'interno del parco sono presenti stagni, prati, arbusteti e un piccolo boschetto. Il Parco si estende su una superficie di 77 252 metri quadrati. Nel periodo settembre 1995 - agosto 1996 è stato fatto un censimento della vegetazione presente che ha portato all'accertamento di ben 202 specie[132]. Per quanto riguarda la fauna, sono state rilevate diverse specie di uccelli, tra i quali, il cardellino, l'usignolo di fiume, il pendolino europeo, la folaga, il tarabusino, il tuffetto, il cormorano, il picchio verde, picchio rosso maggiore, la gallinella, il beccamoschino, la capinera, la tortora reale, la cinciallegra, il saltimpalo, la nitticora, l'averla, il martin pescatore e l'airone cenerino.
- A metà strada tra il parco urbano e l'oasi naturalistica, la Piccola Oasi "Lilly e i vagabondi" è un parco didattico privato situato lungo la riva destra del Canale dei Molini (vedi supra), a sud dell'abitato di Lugo. Si estende per circa 20 000 m² e comprende due vasti canneti palustri, circondati da ampie zone di fitta macchia boschiva conservata allo stato naturale.

## Società

### Evoluzione demografica
Abitanti censiti

### Etnie e minoranze straniere
Al 31 dicembre 2023 gli stranieri erano 3942, pari all'11,92% della popolazione.

### Lingue e dialetti
Accanto alla lingua italiana, è parlata la lingua romagnola nella sua locale variante.

Mentre le frazioni lughesi rientrano a pieno titolo nell'assetto linguistico della pianura ravennate-forlivese, la parlata tipica del centro storico di Lugo presenta una serie di particolarità proprie. In particolare, i dittonghi ravennati-forlivesi /eə,oə/ sono confluiti in /e,o/, col risultato che i ravennati /'peəl,'pel/ "palo, pelo" e /'meəl,'mel/ "male, miele" diventano rispettivamente omofoni /'pel,'pel/e /'mel,'mel/. Anche le vocali nasali sono diverse: ai ravennati /'vẽ, kə̃, 'bõ/ "vino, cane, buono" corrispondono i lughesi /'vɛĩ, 'kɛ̃, 'boũ/.

### Religione
Parrocchie
Nel comune di Lugo sono presenti quindici parrocchie facenti parte della diocesi di Imola, vi sono inoltre tre parrocchie facenti parte della diocesi di Faenza-Modigliana.
Lugo è sede di vicariato. Rientrano nel territorio vicariale anche due parrocchie del comune di Cotignola: Barbiano e Budrio. Fino al XIV secolo Lugo rientrò nella giurisdizione della pieve di Barbiano. Il capovolgimento si ebbe per opera del duca di Ferrara: con il passaggio di Lugo sotto il dominio degli Este, la città divenne sede di vicariato e si affrancò definitivamente dalla pieve di Barbiano.
Il culto di Sant'Ilaro
Il culto di Sant'Ilaro è antico quanto le origini di Lugo. Sin dalle origini i primi abitanti del luogo scelsero Sant'Ilaro come loro protettore. Una chiesa a lui dedicata, Sant'Ilaro in Stiliano, situata nel fondo Stiliano della massa Sancti Hilari (vedi la sezione Storia), era documentata fin dall'anno 1071. La chiesa conservava una croce di ferro al centro della quale era raffigurato il santo. Risale alla metà del XIII secolo la più antica attestazione di Sant'Ilaro come patrono di Lugo: sulla campana della chiesa fu impressa, in latino, l'iscrizione "Sant'Ilaro difenda il suo popolo" con la datazione 1264. La devozione all'abate di Galeata era dettata dalla gratitudine per i numerosi benefici ricevuti nei secoli in occasione di scontri bellici e calamità naturali. Nel 1493 gli Statuti del Comune di Lugo riconobbero la data del 15 maggio (anniversario della morte di Sant'Ilaro) come giorno festivo. Alla fine del XIV secolo, a causa delle ripetute alluvioni che avevano colpito il territorio tra i fiumi Santerno e Senio, gli abitanti del fondo Stiliano si trasferirono nel centro abitato. A quel tempo vi erano in Lugo due chiese: San Giacomo Maggiore e Santa Maria. Il borgo di San Giacomo era allora il più popoloso, pertanto i nuovi abitanti si trasferirono vicino alla chiesa di Santa Maria. La chiesa, intitolata a Santa Maria del Trivio, fu rinominata “Santa Maria del Trivio e Sant'Ilaro”. Nel 1477 il Comune chiamò i Carmelitani per affidare loro la custodia di quella sita nel fondo Stiliano. Dopo il 1480 i Carmelitani ottennero il permesso di trasferirsi all'interno delle mura. Successivamente fondarono la Chiesa del Carmine con annesso convento, terminato nel 1523 e vi trasferirono il titolo di Sant'Ilaro. Nel 1526 il Comune ottenne alcune reliquie del santo: una croce di ferro, un osso del braccio e una parte del cranio. Furono affidate ai Carmelitani, che da allora le hanno custodite ininterrottamente fino ad oggi. Nel 1708 i Carmelitani fecero realizzare un busto di argento massiccio raffigurante Sant'Ilaro: all'interno vi posero le reliquie del santo. Nel 1793 il Comune di Lugo fece costruire un tronetto in legno dorato (stile impero) su cui fu posto il busto. I Carmelitani sono i custodi del culto del santo e del busto in argento che lo ritrae.

#### Istituti religiosi
Nel 1872 il sacerdote Carlo Cavina (Castel Bolognese, 1820 - Lugo, 1880) e suor Teresa Fantoni (San Felice sul Panaro, n. 1822), pochi anni dopo aver fondato la “Piccola Casa di San Giuseppe” (comprendente una scuola di lavoro, una scuola materna ed elementare, oltre a corsi di catechismo), crearono, con il sostegno del vescovo, le Figlie di San Francesco di Sales, congregazione tuttora attiva e presente in diversi paesi del mondo.
A Lugo sono note come “le suore del San Giuseppe”. Nel 1926 la superiora generale, madre Anna Ricci Mingani, fondò all'interno dell'istituto una scuola magistrale. Anch'essa fu la prima del paese e del circondario. L'Istituto San Giuseppe è una scuola paritaria che comprende scuola primaria, secondaria di primo e secondo grado e centro di formazione professionale.
Nel 1888 il venerabile monsignor Marco Morelli (1834-1912) e madre Margherita Ricci Curbastro (1856-1923) diedero vita all'Istituto delle Ancelle del Sacro Cuore di Gesù Agonizzante, dedicato all'educazione delle fanciulle del popolo e alla loro promozione attraverso il lavoro. Dall'agosto 2013 la Madre Superiora generale è suor Rossella Bergna.
I Carmelitani sono presenti a Lugo sin dal 1477. È l'unico convento attualmente esistente in paese.

I Salesiani fondarono una casa a Lugo nel 1892. Furono attivi con una scuola fino al 1963, anno in cui si trasferirono a Bologna. Tra le persone illustri che studiarono al ginnasio dei salesiani vanno annoverati Francesco Baracca e il generale Ruggero Bonomi.
È esistito anche un convento di monache agostiniane, il «Monastero delle Adoratrici perpetue del Sacro Cuore». Fondato durante il pontificato di papa Pio IX (1846 - 1878), il convento fu chiuso negli anni sessanta del XX secolo e dichiarato estinto nel 2002.

Dal 1890 al 2019 sono state presenti in città per 129 anni consecutivi le Figlie di Maria Ausiliatrice, istituto religioso femminile. Hanno fondato una scuola paritaria e una società polisportiva, che sono tuttora in attività.

### Tradizioni e folclore
La Contesa estense è una competizione tra quattro rioni (cioè le quattro circoscrizioni della città che si rifanno ai quattro rioni all'interno medievali dei canali che formavano quattro borghi all'interno della città) di Lugo.

La Contesa estense è stata ufficializzata nel 1969 come ricostruzione storica.

### Istituzioni, enti e associazioni
Il più antico circolo cittadino lughese è il «Silvio Pellico», nato nel dicembre 1919. Fu fondato da Vito Montanari (un ritratto, Lugo 1894-1984), che ne è stato il presidente più illustre. Il circolo rappresenta un punto di riferimento nel panorama educativo e culturale cittadino.
L'associazione culturale il «Caffè letterario», organizza serate di presentazioni di libri alla presenza degli autori. Sono invitati personaggi di livello nazionale.

## Cultura

### Biblioteche
- Biblioteca Trisi. È sita nel Palazzo Trisi, palazzo signorile del XVIII secolo (Vedi Monumenti storici). Il nucleo originale è costituito dalla raccolta libraria del Collegio Trisi, avviata nel 1674, comprendente testi giuridici. In epoca napoleonica, con la soppressione degli ordini religiosi, la biblioteca inglobò anche i fondi librari dei conventi Francescani e Domenicani lughesi. Nel 1803 divenne Biblioteca municipale[127]. La biblioteca civica gestisce un patrimonio di circa 170 000 volumi. Nel 2001 il Comune ha acquisito il "Fondo Pratella", che accorpa oltre duemila unità, tra documenti, libri e immagini. L'istituzione conserva un patrimonio di raccolte storiche e fondi speciali considerevole[151]. Altre biblioteche di Lugo aperte al pubblico sono: «Il Tondo» e la raccolta del Liceo scientifico "Ricci Curbastro".

### Musei
- Museo Francesco Baracca. Museo storico dedicato all'aviatore lughese. Allestito nella Rocca Estense fino al 1990, il museo è situato nella casa natale dell'eroe (in via Baracca) ed ospita due aeroplani d'epoca: il G91-Y e lo SPAD VII, aereo del 1917 sul quale Baracca conseguì una delle sue 34 vittorie (il velivolo è stato restaurato nel 1990). Su di un fianco della fusoliera compare lo stemma personale dell'aviatore, il cavallino rampante che, adottato da Enzo Ferrari, è diventato noto in tutto il mondo. Inoltre, sono in esposizione circa 300 pezzi, tra cimeli personali dell'eroe e documenti della sua epoca. Nel 2014 la storica sede del museo è stata sottoposta ad importanti lavori di consolidamento antisismico. Il museo ha riaperto con un nuovo allestimento il 23 maggio 2015[152]. La maggiore novità è la presenza di un simulatore di volo collegato a un modello digitale del terreno ad alta risoluzione. Il programma, dotato di una modalità interattiva, consente all'utente di prendere posto all'interno della carlinga, azionare i comandi e partire per un volo per qualsiasi destinazione del mondo[153]. Il museo Baracca è uno dei sei musei italiani interamente dedicati alla memoria dell'aviazione nazionale.
- Casa museo di Gioacchino Rossini o «Museo polifonico»[154][155][156][157]. I genitori di Rossini ebbero residenza a Lugo in via Manfredi 25[158]. Il giovane Gioachino Rossini vi abitò, proveniente dalla natia Pesaro, tra il maggio 1802 e il 1805. Il padre lo iscrisse alla scuola di musica dei fratelli Malerbi e gli trovò un insegnante di lettere, uno di matematica e uno di latino[159]. Il nonno paterno abitava in via G. Rocca, 14. All'esterno di questa abitazione è posta una lapide con un'iscrizione in latino risalente al 1857[160]. Tra il 2018 e il 2020 il Comune ha riadattato la residenza di via G. Rocca, composta da quattro stanze su due piani, a casa-museo. All'interno si possono ammirare documenti e cimeli che attestano il legame del compositore con la città[161]. Il 28 febbraio 2023 Casa Rossini il Museo Baracca sono entrati nel novero delle «Case e studi delle persone illustri dell'Emilia-Romagna»[162].

A 200 metri circa dalla casa dove abitava il giovane Rossini vi era la residenza dei fratelli Malerbi. Giuseppe Malerbi (1771-1849) fu socio dell’Accademia Filarmonica bolognese e compositore di musica sacra. Nel 1843 divenne membro della prestigiosa Accademia romana di Santa Cecilia. Il fratello Luigi (1776-1843) anch'egli canonico, fu organista sia del Carmine che di S. Francesco a Lugo nonché autore di componimenti per pianoforte. All'inizio del XIX secolo la loro abitazione divenne sede di una scuola di musica (una delle prime della Romagna). I fratelli Malerbi furono i primi maestri del giovane Rossini, cui impartirono lezioni di basso cifrato e composizione dal 1802 al 1805. All'età di dodici anni il loro allievo compose a Lugo la sua prima opera, le Sei sonate a quattro (1804). Inoltre Rossini scrisse Demetrio e Polibio quando abitava già a Bologna, ma prima d'iscriversi al liceo musicale. Quindi anche quest'opera testimonia la buona preparazione ricevuta alla scuola dei fratelli Malerbi.
- Museo oratorio di Sant'Onofrio[157][168].

### Università
Lugo è sede di corsi di laurea dell'Università di Bologna. Nell'anno accademico 2022/23 è stato attivato il corso in Meccatronica.

### Teatro
A Lugo ha sede il Teatro Rossini (intitolato a Gioachino Rossini), splendido esempio di teatro all'italiana inaugurato nel 1761. Offre un programma di prosa, concerti e lirica. La stagione operistica è dedicata in prevalenza al periodo barocco.

### Media

#### Stampa
A Lugo hanno una propria redazione due quotidiani che coprono il territorio romagnolo: «Corriere Romagna» e «il Resto del Carlino».

### Eventi
- Fiera biennale dell'Artigianato, Agricoltura e Industria. Si svolge nel centro storico ogni due anni, negli anni pari, durante il mese di settembre; dura circa otto giorni. La manifestazione riprende l'antica Fiera estense, di cui si trovano testimonianze fin dal XV secolo. Nata nell'area circostante il santuario della Madonna del Molino, dal XVII secolo la «Fiera di Lugo» si tiene negli spazi antistanti la Rocca, coinvolgendo anche il loggiato prospiciente, edificato al tempo del duca Alfonso II. Alla metà del XVIII secolo si decise di edificare un teatro per offrire spettacoli ai visitatori, così da renderne più agevole il soggiorno. Inaugurato nel 1762, è il Teatro Rossini. Nel 1781 il costante incremento del giro d'affari convinse il Comune ad ampliare il loggiato, costruendo così il quadriportico detto "Pavaglione". La Fiera di Lugo si tenne fino al 1890[170]. Fu ripresa nel 1932 e ripetuta tutti gli anni, con un'interruzione per la seconda guerra mondiale che si prolungò al 1948[124]. Nel 1959 fu sospesa per mancanza di fondi; fu ripresa nel 1965. Da quell'anno al 1973 si è tenuta tutti gli anni dispari. Dal 1976 la manifestazione si svolge negli anni pari.

### Lugo nella letteratura
Lugo viene menzionata nell'Orlando Furioso (canto 3, par. 41) di Ludovico Ariosto, nelle Istorie Fiorentine (libro Quinto, cap. 22) di Niccolò Machiavelli e ne Il Trecentonovelle (novella CCXXIII) di Franco Sacchetti.

### Lugo nel cinema
Oltre alle prime nazionali di film con protagonisti Bud Spencer e Terence Hill ottenute per volere del loro produttore, il lughese Italo Zingarelli, a Lugo sono stati girati i seguenti film:
- Boccaccio '70 (1962), episodio "La Riffa", di Vittorio De Sica con Sophia Loren, girato con molte comparse lughesi e utilizzando come scenario per alcune scene il luna park che si allestisce in occasione della Festa del patrono.
- Il presidente del Borgorosso Football Club (1970) di Luigi Filippo D'Amico con Alberto Sordi, girato a Lugo e dintorni.
- L'Agnese va a morire (1976) di Giuliano Montaldo con Ingrid Thulin, Michele Placido e Ninetto Davoli.
- E allora mambo (1999) di Lucio Pellegrini con Luca Bizzarri, Paolo Kessisoglu e Luciana Littizzetto, ambientato nella vicina Bagnacavallo ma con alcune scene girate nel centro di Lugo.

## Geografia antropica
Il territorio attorno a Lugo si distingue per un disegno regolare, eredità della centuriazione romana, i cui assi ortogonali furono ripristinati dai contadini del Basso Medioevo.
Lo schema regolare del territorio ha condizionato anche la geografia urbana della città: Lugo è organizzata, infatti, attorno a due assi ortogonali, che ricalcano il disegno della centuriazione:
- in senso ovest-est, corso Matteotti e il suo prolungamento via de' Brozzi, che hanno assunto il ruolo di decumano;
- in senso nord-sud, corso Garibaldi (antica via del Limite) nella funzione di kardo.

### Urbanistica
La prima forma urbana di Lugo fu quella della cittadella fortificata.

Il castrum della futura Lugo fu edificato a partire dal 1202 per volere dell’arcivescovo di Ravenna Alberto Oselletti. Sullo stemma cittadino campeggia in alto a sinistra la colomba, simbolo della Chiesa ravennate. La fortificazione era difesa da un fossato.

Al di là della cinta di difesa iniziarono a formarsi i borghi di Brozzi, Cento e Codalunga. La strada che, dalla rocca, portava verso via Cento era denominata via del Limite (attuale Corso Garibaldi).

All'interno della cittadella fortificata vi erano anche una chiesa, intitolata a San Giacomo, e l'ospedale di S. Maria della Scala. La chiesa di San Giacomo fu la seconda in assoluto del territorio lughese dopo la chiesetta della massa di Sant'Ilaro.
Nel 1218 il castrum fu conquistato e raso al suolo dai Faentini. Il ripopolamento di Lugo fu attuato con difficoltà, tranne che nel borgo di Brozzi. Qui era stata trasferita la chiesa di San Giacomo dopo la distruzione della cittadella. Il ripopolamento di Brozzi crebbe più velocemente che a Cento e a Codalunga; nella seconda metà del secolo divenne il borgo più popoloso. Dopo la riedificazione del castrum Lugo ebbe per la prima volta il podestà.
Nel XIV secolo l’impianto urbano era rimasto sostanzialmente immutato. La Lugo trecentesca era un castrum circondato da quattro borghi: Brozzi, Santa Maria, Cento e Codalunga. Nella Descriptio provinciæ Romandiolæ del 1371 (censimento fiscale fondamentale per la conoscenza della Bassa Romagna), Lugo comparve come castrum di medio-piccole dimensioni (579 fumantaria contro i 1025 di Bagnacavallo). Era comunque presente un mercato di bestiame e merci esente da dazi. Vi era già un nutrito gruppo di famiglie di religione ebraica, stanziato soprattutto in via del Limite. La sinagoga era situata in una strada adiacente, l'odierno vicolo Strocchi.
Con il passaggio sotto il dominio degli Este di Ferrara cominciò un nuovo periodo della storia urbanistica di Lugo. Il 24 gennaio 1437 Nicolò III acquistò Lugo e il suo territorio dalla Santa Sede. Uno dei suoi primi provvedimenti fu l'autorizzazione alla costruzione di nuove case nel perimetro della cinta urbana. Vi si insediarono gli abitanti di Barbiano e Zagonara: i due centri abitati non avevano più fortificazioni, che erano state distrutte rispettivamente nel 1409 e nel 1424. Gli Este confermarono i privilegi del mercato del bestiame, restaurarono ed ampliarono la rocca e posero Lugo come capoluogo dei propri possedimenti in Romagna. Vi fissarono la sede del Commissario ducale (il rappresentante estense in tutta la Romandiola) e del massaro.
Risale a questo periodo l’attestazione sui documenti del mercoledì come giorno di mercato cittadino. Il mercato di Lugo, ricco di merci di ogni genere, nei settori più importanti, vale a dire mercato del bestiame e del vino, godeva dell'esenzione dai dazi della Camera Apostolica per tutti coloro che vi portavano le proprie merci. Il regolamento per la riscossione dei dazi del 1437, il più antico pervenuto sino a noi, riporta la presenza sulla piazza lughese di un fiorente mercato di: bestiame, vino, polli d'allevamento, selvaggina, lino, canapa, bozzoli da seta, frutta e ortaggi. I bachi da seta, il cui commercio fu introdotto all'inizio del XVI secolo, divennero una delle merci più ricercate. La piazza Maggiore si trovava dov'è oggi piazza Baracca. Vi si fronteggiavano: sul lato sud il palazzo comunale con la torre civica; sul lato nord la chiesa del suffragio. La piazza principale era ricompresa nella cittadella fortificata. L'area della cittadella si estendeva fino all'attuale piazza Trisi.
- XIII secolo: Stanziamento della prima comunità ebraica. Gli ebrei si insediano lungo la strada di Santa Maria (poi via del Limite, oggi via Garibaldi) e nelle strade adiacenti;
- XV secolo: Lugo entra nel Ducato di Ferrara. Costruzione del primo cimitero;
- 1639: obbligo per gli ebrei lughesi di risiedere nel ghetto di via Codalunga;
- XVIII secolo: costruzione del secondo cimitero;
- 7 agosto 1797: abbattimento dei portoni: il ghetto viene aperto;
- novembre 1826: sono rimessi i portoni. Il ghetto è ripristinato;
- 1831 (Moti del 1830-1831): il ghetto è aperto;
- 1833: il ghetto è ripristinato;
- circa 1860: il ghetto è definitivamente aperto;
- 1877: il cimitero ebraico viene trasferito nella nuova sede in via di Giù[177]. Copre un'area di 1000 m2[178];
- circa 1880: primo negozio gestito da ebrei aperto fuori del ghetto (famiglia Del Vecchio)[179];
- 1930: il Regio Decreto n. 1731 dispone, tra l'altro, il riordino dell'ebraismo italiano in ventisei comunità metropolitane e cinque nelle colonie. La comunità lughese si unisce a quella di Ferrara.

Fonte: La comunità ebraica a Lugo di Romagna, Lugo, Walberti, 2014.

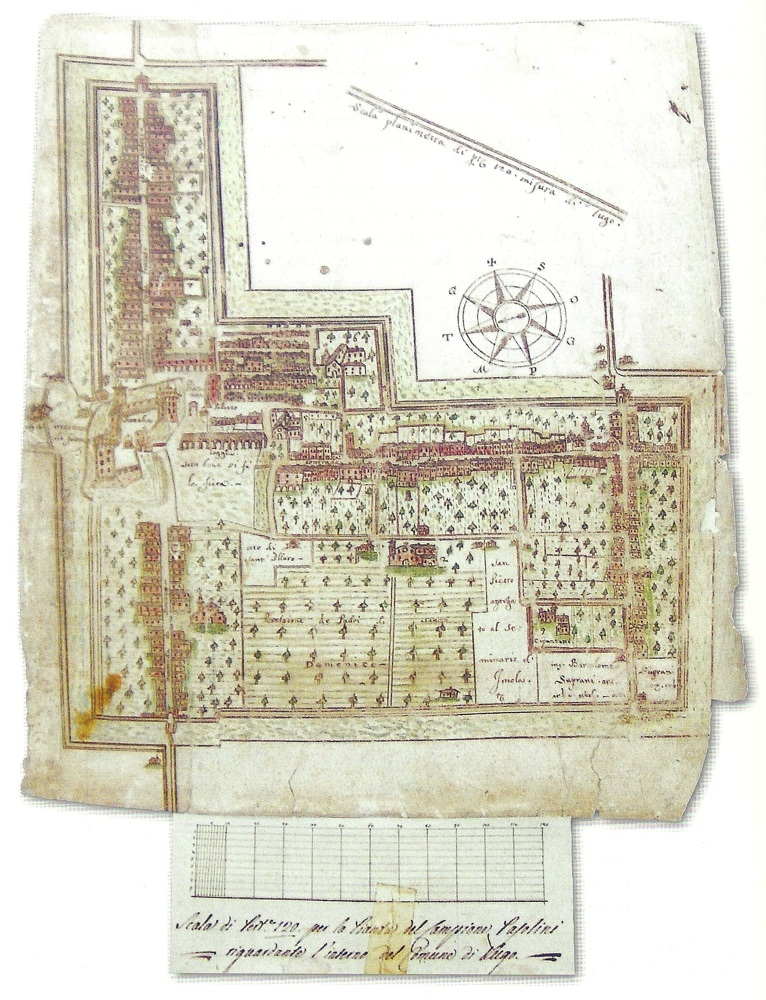
Pianta della città di Lugo nel 1642

Nel 1477 Ercole I d'Este fece rafforzare le fortificazioni della cittadella, che per la prima volta fu circondata da una cinta muraria. L'area racchiusa dalle mura comprendeva le attuali piazze Trisi, Mazzini (l'interno del Pavaglione) e Martiri. Nel 1544 Lugo si dotò di un grande orologio da torre. Fu eretto sul frontone del palazzo comunale.
Nel Cinquecento la città di Lugo era costituita da cinque borghi:
- San Giacomo (o "dei Brozzi", dal nome di un'antica famiglia proprietaria del fondo);
- Codalunga, così detto per la lunghezza e la tortuosità della strada che lo attraversava;
- Santa Maria in Trivio (vi sorgeva la chiesa dedicata alla Vergine, oggi co-intitolata a San Francesco di Paola);
- Cento, il cui nome derivava da un antico fondo agricolo (e l'unica fra le antiche strade di Lugo il cui nome è rimasto inalterato fino ad oggi);
- Policaro, nato dopo l'inserimento dentro la cinta muraria del complesso monastico dei Francescani (le attuali vie Manfredi, Ferrucci e Poveromini). Fu ricompreso all'interno delle fosse circondarie nel 1437[182]. Qui venne fondato il 22 aprile 1546 il primo Monte di Pietà lughese ad opera di frate Andrea da Imola[120].

Nel 1568-70 il duca di Ferrara Alfonso II fece abbattere la cittadella, divenuta superflua a fini difensivi. L'area resa libera, prospiciente la rocca, fu destinata alla costruzione di un doppio porticato, il primo braccio del futuro Pavaglione. Fra l'ingresso della Rocca e la porta minore del Carmine fu edificato un portico, a beneficio del mercato del mercoledì. Misurava 200 piedi di lunghezza e 40 di larghezza (76 x 15 metri).
Nel 1598 il territorio di Lugo ritornò nella giurisdizione dello Stato Pontificio. La Santa Sede confermò i benefici economici già concessi in passato dalla Signoria estense. I lughesi, in segno di riconoscenza, eressero un arco trionfale in suo onore nei pressi del lato sud-est della rocca. Nel 1609 i lughesi ottennero il permesso di istituire il mercato della seta. Negli anni successivi si cominciò a parlare della costruzione di un ghetto per gli ebrei. Nel 1638 papa Urbano VIII impose agli ebrei dell'ex Ducato ferrarese di rimanere soltanto in tre città: Ferrara, Cento e Lugo. Per l'ubicazione del ghetto lughese fu scelto l'ultimo tratto di via Codalunga (oggi corso Matteotti). Gli ebrei si trasferirono nella nuova zona, sinagoga compresa: il tempio fu edificato al secondo piano dell'attuale civico 112 di Corso Matteotti. Nel 1648 fu costruito, sul lato ovest di Piazza Maggiore, un lungo edificio avente la funzione di deposito delle scorte di grano. Lo scopo dei Granili (questo il nome che assunse il fabbricato) fu quello di immagazzinare scorte sufficienti di cereali da utilizzare in caso di carestia.
Nel 1612 vi erano cinque ospedali a Lugo. Ciascuno di essi era gestito gratuitamente da una confraternita:
| Fondazione                 | Ospedale                                            | Confraternita                       |
| Inizio XIII secolo         | «Santa Maria del Limite», detto anche degli Infermi | Compagnia dei Devoti di Maria       |
| Inizio XIV secolo          | Sant'Antonio                                        | Confraternita di Sant'Antonio Abate |
| 1400 circa                 | Corpus Domini                                       | Confraternita del SS. Sacramento    |
| 1534                       | Santa Croce (o dei Poveri di Cristo)                | Compagnia dei Crocesegnati          |
| 1528, riedificato nel 1562 | San Rocco                                           | Confraternita di San Rocco          |

Nel 1675 si aggiunse un sesto luogo di cura, quello di S. Onofrio, gestito dall'omonima confraternita. Nel 1688 fu inaugurato un pozzo idrico nella piazza centrale; nel 1695 fu avviata la selciatura delle vie principali, sull'imitazione delle grandi città. Alla fine del XVII secolo Lugo contava 5 353 abitanti.
Grazie al suo mercato, Lugo era una città prospera, la più ricca del territorio ravennate. La sua fiera biennale attirava un cospicuo numero di persone da tre legazioni: Ferrara, Ravenna e Bologna. In questo periodo, Lugo contava circa 6 000 abitanti. Le famiglie più ricche abitavano in via Codalunga (l’attuale corso Matteotti).
Negli ultimi decenni del secolo la città si arricchì di nuove opere, destinate ad incidere sulla vita sociale degli abitanti. Nel 1761 fu inaugurato il Teatro, opera del Bibbiena. Nel 1768 fu avviata la costruzione dell'ospedale maggiore, che avrebbe riunito i cinque nosocomi esistenti. Fu scelto il sito dell'ospedale della Madonna. L'edificio fu abbattuto e ricostruito in dimensioni maggiori. La loggia estense eretta nel XVI secolo venne completata su tre lati per realizzare un ampio quadriportico. Fu incaricato del progetto l'architetto ferrarese Giuseppe Campana. Ultimato nel 1783, il Pavaglione fu utilizzato sia per il mercato del mercoledì che per la Fiera biennale. Vennero costruiti anche nuovi palazzi nobiliari, segnatamente quelli dei Conti Borsa, dei Conti Rossi e dei Tozzelli. Nello stesso periodo furono sistemate varie strade e piazze. Il 27 settembre 1789 fu inaugurato il nuovo orologio da torre, che segnava anche i quarti d'ora. Nel 1796 aprì il nuovo ospedale maggiore, con annessa farmacia, che ereditò il nome di Santa Maria del Limite.

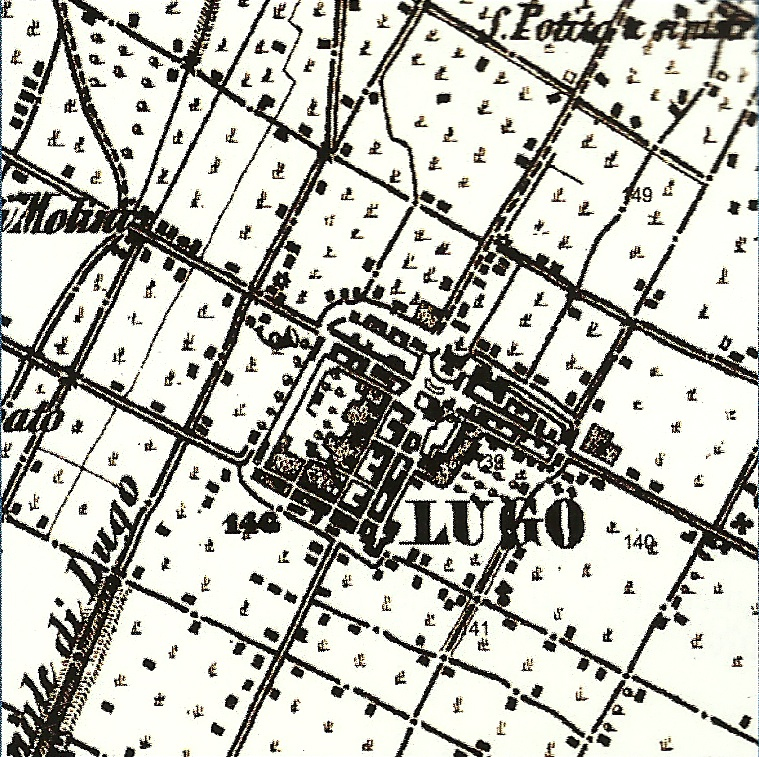
Lugo nella carta topografica dello Stato Pontificio del 1851. Ad est del paese manca ancora viale Dante: fu costruito negli anni venti del XX secolo in connessione con il nuovo ponte sul Senio.

Nel primo censimento della popolazione del Regno d'Italia, avvenuto nel 1861, Lugo contò 22 787 abitanti, di cui almeno 15 mila vivevano nelle campagne. 

Cinque porte chiudevano l'accesso alla città all'epoca del Ducato estense:
- verso Bagnacavallo: Porta della Madonnina, poi del Ghetto;
- verso Massa Lombarda: Porta di Brozzi;
- verso nord: Porta di Pontenuovo;
- verso Barbiano: Porta San Carlo, la più lontana dalla cittadella (circa 1 km in linea d'aria). È l'unica tuttora esistente. Nei secoli ha cambiato nome: oggi è Porta S. Bartolomeo. Delle principali strade cittadine, solo via Cento non era ornata da una Porta, essendo difesa solamente dal fossato.

Nel 1635 (quando la signoria estense era terminata) fu edificata una porta in fondo a via del Limite (attuale corso Garibaldi), poco distante da Porta S. Carlo. Si chiamò dapprima Porta S. Maria, poi Porta di Faenza.
Nel 1757 Porta Faenza fu smantellata e poi ricostruita in stile barocco; in quell'anno era già stata demolita la Porta di Pontenuovo per fare spazio al mercato e alla fiera. Nel 1821 toccò alla Porta di Brozzi, che fu ricostruita in stile neoclassico.

Tra il 1894 e il 1896, in piena Età umbertina, fu effettuata una serie di demolizioni che ridisegnò l'aspetto di Piazza maggiore. Furono abbattuti i fabbricati che si affacciavano sul lato ovest e sud. Nell'ordine: Granili, Palazzo pubblico e Torre dell'orologio. Non fu risparmiato neanche l'Arco clementino. Il solo Palazzo pubblico fu riedificato, per cui la nuova costruzione fu denominata semplicemente "Palazzi nuovi". Si trattava infatti di due palazzi uniti da un grande arco, sormontato dall'orologio monumentale. Tra la fine del XIX e l'inizio del XX furono demolite tre delle quattro Porte urbiche: la Porta del Ghetto nel 1870, Porta Faenza e Porta di Brozzi nel 1907. Rimase in piedi solo Porta S. Bartolomeo, che è tuttora visibile. Nel 1900 l'Ospedale di S. Maria del Limite cessò la sua secolare attività in concomitanza con l'apertura dell'Ospedale Umberto I.
Nel 1936 fu inaugurato l'imponente monumento in onore dell'aviatore lughese e il corso cittadino fu intitolato via Baracca. Nel 1939 fu inaugurato l'acquedotto cittadino. Le acque provenivano da Spinadello, frazione di Forlimpopoli. Nel 1939 si decise l'abbattimento dei Palazzi Nuovi. Al loro posto fu edificata la nuova sede della Cassa di Risparmio.
Nel 1969 la città si è arricchita di un nuovo quartiere, «Madonna delle Stuoie», che è diventato il quarto quartiere di Lugo (dopo Cento, Brozzi e Ghetto). Costruito nell'area dietro la ferrovia, il rione prende il nome da una piccola chiesa intitolata alla Madonna della Misericordia. Esisteva sin dal 1737, quando l'ambiente circostante era più simile a quello palustre che non a quello agricolo. Vi crescevano infatti giunchi e canne palustri, che venivano usati per confezionare stuoie. Per questo motivo l'immagine venerata nella chiesa fu denominata Madòna dal Stur ("Madonna delle Stuoie" in romagnolo).

### Frazioni
Fanno parte del comune i seguenti centri abitati: Ascensione, Belricetto, Bizzuno, Ca' di Lugo, Campanile, Chiesanuova, Ciribella, Frascata, Giovecca, Malcantone, Passogatto, San Bernardino, San Lorenzo, San Potito, Santa Maria in Fabriago, Torre, Villa San Martino, Viola, Voltana e Zagonara.

Si trovano a sud di Lugo due frazioni: Villa San Martino e Zagonara. Tutte le altre sono a nord del capoluogo.

## Economia

Il tradizionale mercato del mercoledì (1927-1929). Nel 1981 chiuse mercato dei bovini che, grazie alla sua storia plurisecolare, era stato il terzo d'Italia per dimensioni.

Dalle dichiarazioni Irpef del 2011 (basate sui redditi del 2010) emerge che i lughesi hanno dichiarato in media 22 881 euro. Rispetto agli anni precedenti si registra un aumento dei ricchi (coloro che dichiarano più di 100 000 euro all'anno) e una diminuzione dei nullatenenti che, rispetto al 2009, scendono da 267 a 196.

### Settore produttivo
Lugo è caratterizzata da una florida economia, di derivazione in gran parte agricola. La frutticoltura ha fornito materie prime alle molte aziende conserviere di importanza nazionale della zona. A Lugo ha sede una delle prime cinque industrie italiane di conserve alimentari (sottoli e sottaceti), «Pucci».
Nell'ultimo quarto del XX secolo hanno conosciuto un forte sviluppo le colture cerealicole, ed estensive in genere. Nello stesso periodo è cresciuta l'industria manifatturiera, soprattutto del settore alimentare, in buona parte di tipo cooperativo. Anche i settori calzaturiero, metalmeccanico e della plastica hanno assunto dimensioni importanti.

### Commercio
Un settore di primaria importanza economica è il commercio. Tutti i mercoledì si svolge nel Pavaglione (vedi infra) e nelle piazze principali un mercato che, con gli oltre 600 operatori presenti, è fra i maggiori del Nord Italia.

### Credito e risparmio
La prima banca di Lugo fu il Monte di Pietà. Promosso su iniziativa di padre Andrea da Imola, la sua nascita fu registrata con atto comunale il 31 ottobre 1544. La sede fu fissata nell'odierna piazza Trisi. Come ogni monte di pietà, la sua esclusiva attività fu l'erogazione di credito su pegno.
La prima banca in senso moderno è stata la Cassa di Risparmio, fondata il 13 gennaio 1845 per iniziativa di una sessantina di lughesi, con l'approvazione e l'appoggio del vescovo, Giovanni Mastai Ferretti. I sessanta azionisti sottoscrissero 63 azioni del valore di 20 scudi ciascuna.
Il conte Giacomo Maria Manzoni fu il primo presidente. La competenza principale della Cassa di Risparmio fu fornire credito ai privati e finanziare le imprese artigiane e agricole. Il Monte continuò la sua attività nella sovvenzione alle persone indigenti. 
Nel 1879 la Cassa di Risparmio destinò l'ingente somma di 200 000 lire per la costruzione del nuovo ospedale cittadino «Umberto I».
Nel 1898 fu fondata la «Cassa Rurale di prestiti di S. Ilaro», la prima cassa rurale della diocesi di Imola. La prima sede fu in via Garibaldi. I prestiti erano finalizzati principalmente all'acquisto di bestiame, di attrezzi agricoli e di sementi. Nel febbraio 1906 aprì la sede lughese del Piccolo Credito Romagnolo, istituto bancario cattolico fondato a Bologna nel 1896.
Nel 1946 il Monte di Pietà, in occasione del suo IV centenario, divenne Banca del Monte e fu autorizzato dal Ministero del Tesoro a fornire credito a privati e imprese, assumendo la stessa fisionomia della Cassa di Risparmio. La Banca del Monte ha finanziato il restauro del Teatro Rossini che, danneggiato dai bombardamenti della seconda guerra mondiale poté riaprire dopo circa trent'anni di inattività, nel 1986.

## Infrastrutture e trasporti

### Strade
Autostrade
Scorre per un breve tratto nel comune di Lugo il raccordo autostradale per Ravenna posto lungo l'autostrada A14. Costruito come parte integrante dell'autostrada, percorribile senza pagare alcun pedaggio. Lo svincolo più vicino è posto nel comune di Cotignola. Da Lugo si raggiunge tramite la strada provinciale n. 95.
Strade statali
Lugo è attraversata dall'ex SS 253 "San Vitale", che collega Ravenna con Bologna. Nel tempo sono state realizzate due circonvallazioni: la prima nel secondo dopoguerra; la seconda (sul tracciato di via Piratello) nel 1988.
Lugo è posta a 25 km da Ravenna e 50 da Bologna. Dalla "San Vitale" si diparte la provinciale n. 95, che collega Lugo al raccordo autostradale per Ravenna.
Strade provinciali
Numerose strade provinciali attraversano il territorio comunale:
- Per Fusignano la n. 14 "Quarantola";
- Lungo i fiumi: la n. 13 "Bastia" (sinistra Santerno) è quasi tutta in territorio lughese. Attraversa le frazioni di S. Maria in Fabriago e Frascata. Alla destra del Santerno scorre la n. 26 che porta a Ca' di Lugo ed a San Lorenzo. Si congiunge alla n. 17 che porta a San Bernardino; da quest'ultima si dipana la n. 39 che porta a Voltana. Da quest'ultima, infine, si stacca la n. 77 che porta alla Giovecca. Presso Ca' di Lugo vi è un ponte sul Santerno: la via è classificata come strada provinciale n. 79.

Parallelamente alla "San Vitale" scorrono in senso Ovest-Est le SP n. 46 (tratto totalmente extraurbano) e n. 41, che attraversa San Potito. È un percorso alternativo all'ex strada statale.

### Ferrovie
La città è servità dalla stazione di Lugo, posta lungo la linea Castelbolognese–Ravenna, e capolinea delle linee per Lavezzola e per Faenza. Tale impianto è servito da treni regionali svolti da Trenitalia nell'ambito del contratto di servizio stipulato con la Regione Emilia-Romagna.

### Aeroporto
L'Aeroporto di Lugo, a carattere locale, è dedicato quasi esclusivamente a voli turistici ed è sede di un aeroclub.

### Mobilità urbana
Il servizio di trasporto pubblico è garantito da autocorse svolte dalla società Start Romagna.
Nel 1885 a Lugo fu attivata la stazione capolinea meridionale della tranvia Lugo-Fusignano-Alfonsine, impianto esercito con trazione a vapore che rimase in esercizio per soli 22 mesi.

## Amministrazione
I Comuni di Lugo, Alfonsine, Bagnacavallo, Bagnara di Romagna, Conselice, Cotignola, Fusignano, Massa Lombarda e Sant'Agata sul Santerno formano insieme l'Unione dei comuni della Bassa Romagna.

### Gemellaggi
Lugo è gemellata con le seguenti città:
- Choisy-le-Roi, dal 3 marzo 1968[205]
- Nervesa della Battaglia, dal 29 giugno 1968
- Kulmbach, dal 21 febbraio 1974
- Agustin Codazzi, dal 12 luglio 1993
- Yokneam Illit, dal 10 settembre 2006
- Wexford, dal 3 maggio 2013
- Fleurus, dal 16 maggio 2024

Inoltre ha sottoscritto un patto di amicizia con:
- Tai'an, dal 4 giugno 2010

## Sport

### Impianti sportivi
Il territorio di Lugo (comprendendo le frazioni) vanta la presenza di 60 impianti sportivi, tra i quali sedici palestre pubbliche.

I principali impianti, ovvero i più attrezzati, sono i seguenti:
- Calcio: l'impianto comprende una pista di atletica leggera a sei corsie. Dal 25 aprile 1996 è intitolato ad Ermes Muccinelli (1927-1994), campione di calcio degli anni cinquanta. Nel territorio comunale esistono otto impianti per il gioco del calcio. Il primo campo di calcio permanente a Lugo fu allestito all'interno del parco del Tondo. Venne inaugurato il 9 maggio 1926[206];
- Nuoto e sport acquatici: Lugo dispone di una piscina coperta; inaugurata nel 1977, comprende due vasche per il nuoto di 25 m ed una vasca per tuffi ed attività subacquee. All'esterno della piscina c'è una vasca scoperta, utilizzata nei mesi caldi.
- Pallacanestro e pallavolo: il primo palazzetto dello Sport di Lugo è stato inaugurato il 16 ottobre 1971. Si trova in via Lumagni, nelle adiacenze del Tondo, ed è tuttora in funzione. È stato sede delle partite di pallacanestro della storica Rubor Lugo. Il nuovo palazzetto, il «Pala Banca di Romagna» (inaugurato nel 2007), è situato in periferia. Oltre a pallacanestro e pallavolo vi si pratica anche il tamburello. L'impianto ha una capienza di 450 posti.
- Pattinaggio a rotelle: a Lugo vi è un impianto specifico per questo sport, sito in Via Piratello. La pista di pattinaggio (50 x 25 metri) è una delle più grandi in Italia. La società sportiva «Up and Down» è attiva dal 1985. Il lughese Andrea Poli (1989) ha vinto quattro volte il titolo di Campione del mondo.

### Manifestazioni sportive

#### Ciclismo
Un anno dopo la nascita del Giro d'Italia si è tenuta la prima edizione del Giro di Romagna (1910). Lugo è tradizionalmente il punto di partenza e arrivo della competizione. Organizzata dalla Società Ciclistica "Francesco Baracca", per diversi decenni la gara è stata inserita calendario professionistico. Nel secondo dopoguerra ha assegnato più volte il titolo di campione italiano. L'ultima edizione si è disputata nel 2011.
Nella frazione di San Bernardino si disputa annualmente il Gran Premio Camon, corsa in linea maschile di ciclismo su strada riservata alla categoria Under 23 e vinta da giovani dilettanti divenuti in seguito professionisti come Adriano Malori, Paolo Simion e Niccolò Bonifazio.
Nella categoria non professionisti spiccano: 
- il Giro della Romagna (con partenza ed arrivo a Lugo, sostituisce la manifestazione per professionisti);
- la Granfondo Città di Lugo.

Entrambe fanno parte del Circuito romagnolo.
Nel settore giovanile la manifestazione più importante è la corsa Lugo-San Marino, "classicissima" per Allievi (anch'essa organizzata dalla "F. Baracca") che si disputa dal 1958 ogni prima domenica d'ottobre.

#### Motociclismo
Lugo fu una delle sedi nelle quali si disputò la Temporada Romagnola, manifestazione che si tenne dal 1945 al 1971.

### Società
Le associazioni sportive del territorio lughese (frazioni comprese) sono circa 140, il movimento di iscritti raggiunge le 12 000 unità.

#### Calcio

La squadra di calcio femminile del vincitrice della Coppa Italia nell'edizione 1995-1996

La squadra storica della città è il «Baracca Lugo». Nato nel 1909, durante la sua lunga storia ha conseguito i migliori risultati all'inizio degli anni novanta, quando ha militato in Serie C1. Ha avuto fra i suoi allenatori Ezio Pascutti, Alberto Zaccheroni e Mario Somma. Fra i giocatori vanno menzionati Stefano Bettarini, Antonio Buscè e Adriano Zancopè.
Nel 2008 il Baracca è fallito; la storia della società è stata salvata dall'A.S.D Stuoie Baracca Lugo, che ne ha rilevato i diritti sportivi. Nel 2014 la società è rinata, ed è tornata ad iscriversi alla FIGC. Nella stagione 2014-2015 ha partecipato al campionato di Seconda Categoria della Provincia di Ravenna. Retrocesso in Terza, non si è iscritto al campionato 2015-2016.
La storica antagonista del Baracca è la «Pro Lugo», nata nel 1953, spesso meno forte del Baracca ma sin dalla fondazione molto impegnata nel settore giovanile. Per questo tipo di attività fu premiata con la medaglia d'oro della Lega Dilettanti della FIGC.La «Pro Lugo» è attiva soprattutto nel calcio a 5.
La terza società cittadina, che si distingue anch'essa per l'attività giovanile, è il «Madonna delle Stuoie Calcio», nato nel 1982.
La quarta società lughese è l'«Atletico Lugo». Nata nel 2009, nel 2012 si è affiliata alla FIGC.
A Giovecca la principale squadra di calcio della frazione è «G.S.D. Giovecca 1976» che milita nel girone R di Seconda Categoria Emilia-Romagna. La società è nata nel 1976.
La sezione di Lugo dell'Associazione Italiana Arbitri (A.I.A.) è composta da 64 tesserati. Alcuni di essi operano a livello nazionale.

#### Ciclismo
Per la sua consolidata tradizione ciclistica, Lugo è stata la prima città romagnola sede di un arrivo di tappa del Giro d'Italia: il 5 giugno 1914 si disputò la frazione L'Aquila-Lugo (429 km), vinta da Pierino Albini in 17 ore e 48 minuti. Lugo ospitò i corridori fino al 7 giugno, quando ripartirono alla volta di Milano. Nel 2014, cent'anni dopo, è stata sede di partenza della nona tappa del Giro (18 maggio, Lugo-Sestola).
Lugo ha dato i natali a una delle più antiche società ciclistiche della Romagna: il «Club sportivo romagnolo della velocipedistica», fondato nel 1886. Quell'anno fu organizzata la prima corsa su bicicli. Nel 1892 la società fu rinominata «Unione velocipedistica lughese».

Il 18 febbraio 1910 nacque il «Club Sportivo Romagnolo»; in pochi mesi organizzò il 1º Giro di Romagna. Il primo presidente fu Francesco Rossini. L'anno dopo (1911) divenne presidente l'industriale Giacomo Valli. La società fu organizzata come polisportiva: i primi settori furono ciclismo, motorismo, podismo e ippica. Successivamente entrarono ginnastica, scherma e tamburello.
 
Quando morì Francesco Baracca, nel 1918, il Club Sportivo Romagnolo cambiò nome e divenne la «Società ciclistica "Francesco Baracca"». Nel 1921, per celebrare il terzo anniversario della morte di Francesco Baracca, la polisportiva organizzò una competizione aeronautica della lunghezza di oltre 1000 chilometri. La gara si tenne il 19 giugno di quell'anno. Nel 1926 la Società ciclistica "Baracca" fu inglobata nelle strutture del regime, che ressero lo sport lughese fino al 1943.
La società rinacque nel 1946 con il nuovo nome di «Ciclistica “Francesco Baracca”, che porta tuttora. I suoi presidenti sono stati: Marino Costa (1946-47), Cesare Cantagalli (1948-49), Giuseppe Guerra (Pipetto, 1950-1954), Antonio Muratori (1955-56), Carlo Giovannini (1957-61) e Lorenzo Berardi (dal 1962 alla sua morte nel 1998, Stella d'oro CONI nel 1987). Nel 2004 la Ciclistica "Baracca" (durante la presidenza di Giorgio Tampieri) è stata insignita del Collare d'oro del CONI.
Nella frazione San Bernardino è attiva la seconda società ciclistica del territorio lughese per dimensioni: l'«A.S.D. San Bernardinese». A Lugo hanno sede anche diverse società cicloturistiche. Le due più importanti sono l'«Unione Cicloturistica "F. Baracca"» (che, fondata nel 1972, è la più antica di Lugo e tra le più numerose in Italia) e il «Pedale Bianconero». Nel mese di maggio organizzano, rispettivamente, la gran fondo "Giro della Romagna" e la gran fondo "Città di Lugo". Entrambi i cicloraduni sono tra i più seguiti d'Italia.

#### Sport motoristici
- 1973-77: Giovanni Proni
- 1973-75: Mario Lega
- 1974-75: Johnny Cecotto
- 1975: Otello Buscherini
- 1975: Carlo Piazza
- 1975-77: Vinicio Salmi
- 1976: Franco Uncini
- 1976: Stuart Avant
- 1976: Marco Lucchinelli
- 1977: Michel Rougerie
- 1980: Sauro Pazzaglia
- 1980-81: Roland Freymond
- 1981: Maurizio Massimiani
- 1981: Paolo Ferretti
- 1982: Massimo Broccoli

Nel 1923 la madre di Francesco Baracca donò ad Enzo Ferrari l'emblema del figlio che, con alcune modifiche, divenne il simbolo della prestigiosa casa automobilistica di Maranello.
Tra il 1926 e il 1932 si disputarono tre competizioni motoristiche denominate «Circuito di Lugo»:
- I edizione: 1926. Vinse Primo Moretti su Moto Guzzi[219];
- II edizione: 17 aprile 1927. Vinse Tazio Nuvolari su motocicletta Bianchi[220];
- III edizione: 5 giugno 1932. Vinse Riccardo Brusi su Moto Guzzi[221]. All'edizione del 1932 partecipò la Scuderia Ferrari, che all'epoca era impegnata anche nelle corse motociclistiche.

All'inizio degli anni sessanta fu fondato il Moto Club di Lugo. Tra gli anni 1970 e l'inizio degli anni 1980, nacquero a Lugo due team che parteciparono ai campionati mondiali di motociclismo: la Scuderia Diemme (1973-1981) e la Ricci Ceramiche-Venemotos (anni 1980). Venemotos era stata creata da Andrea Ippolito, un italiano emigrato in Venezuela. Era l'importatore della Yamaha nel Paese sudamericano. Sia la Diemme che la Venemotos equipaggiavano le Yamaha 250 e 350. I loro piloti vinsero diversi gran premi; la Venemotos vinse anche alcuni titoli mondiali (Johnny Alberto Cecotto classe 350 nel 1975 e classe 750 nel 1978, Carlos Lavado, classe 250 nel 1983 e 1986). I venezuelani Cecotto e Lavado in quegli anni divennero "lughesi d'adozione", specie Lavado, che continuò ad abitare a Lugo anche molti anni dopo il suo ritiro dalle corse. 

In quegli anni il Moto Club di Lugo e il Moto Club di San Lorenzo (una frazione di Lugo) organizzarono delle gare presso il Circuito di Misano Adriatico.
Nella frazione di Villa San Martino vi è l'Aeroclub Baracca, dove ha sede una delle pochissime scuole di guida di elicotteri in Italia. Hanno conseguito il brevetto a Lugo, tra gli altri, Nelson Piquet, Gianni Bugno e Pierluigi Martini.

#### Pallacanestro
La principale società cestistica cittadina è il «Basket Club Lorenzo Zanni». Nacque all'interno della polisportiva «U.S. Robur» (atletica leggera, nuoto, calcio, corsa campestre e tennis tavolo), fondata nel 1946 (colori sociali: rosso-arancio e verde). Alla metà degli anni cinquanta mutò nome in «U. S. Libertas "F. Baracca" Lugo» e successivamente in «U. S. "F. Baracca" Lugo». La sezione pallacanestro si formò nel 1949 e disputò il suo primo campionato nella primavera del 1950. Partecipò ai campionati regionali, con un'unica presenza nelle serie nazionali, quella del 1954-55. Al termine della stagione 1958-59 l'attività agonistica fu sospesa. Fu ripresa nel 1966-67 con la partecipazione al campionato regionale di Iª Divisione.

Il massimo risultato del «Basket Club Lorenzo Zanni» sono stati i due campionati di Serie B nazionale disputati nel 2017-2018 e 2018-2019.

#### Sport olimpici
Atletica leggera
L'atletica leggera a Lugo nacque nel periodo tra le due guerre. Dal dopoguerra fino agli anni sessanta la società di atletica cittadina (Club Atletico “F. Baracca”) svolse attività esclusivamente maschile. Alla fine del 1969 si costituì una seconda società per svolgere attività extra-Fidal (corse campestri) all'interno dell'Uisp. L'anno dopo, al suo interno nacque la prima società femminile lughese («Società Comprensoriale Atletica Femminile»). Nel 1971 una nota azienda cittadina, la «Diemme» di Gian Franco Deggiovanni, affiancò la gestione della S.C.A.F. come sponsor principale. Nel 1973 avvenne l'incorporazione del Club Atletico negli organici della società, sancendo la riunione dei settori maschile e femminile. Il nome della nuova società fu «Atletica Diemme Lugo».
Nel 1980 Pietro Melandri, storico dirigente dello sport lughese, ideò e organizzò il «Trofeo Deggiovanni» (in memoria del presidente Diemme prematuramente scomparso), manifestazione per i ragazzi delle scuole medie del comprensorio lughese. Da quell'anno la competizione si disputa ininterrottamente, raccogliendo ad ogni edizione 1 700 giovani. Nel frattempo gli amatori non rimasero fermi: nel 1986 fu fondata una nuova società che svolgeva esclusivamente attività amatoriale, Master e Uisp. Dal nome dello sponsor, che l'affiancò sin dalla fondazione, prese il nome di «Gruppo Podisti Amatori Lughesina».
Nel 1987 l'Atletica Diemme Lugo assunse la denominazione con il marchio Icel. Negli anni seguenti fu attivata una sinergia con la società imolese «Atletica Sacmi Avis». In virtù dell'accordo, le due società si sono specializzate: una nel settore femminile e l'altra nel settore maschile. I migliori atleti maschili (dalla categoria Junior in poi) vanno a Imola, mentre le eccellenze femminili si allenano a Lugo.
Nel 2013 l'Icel ha ottenuto per la prima volta nella sua storia la promozione in Serie A1, ovvero la massima serie nazionale della disciplina. Inoltre una sua tesserata, Carolina Bianchi (1988) ha vinto il titolo nazionale assoluto di Eptathlon. In campo giovanile, Michele Brini ha vinto il titolo italiano Cadetti nel Pentathlon. I tre successi conquistati hanno fanno del 2013 l'Anno d'oro dell'Atletica Icel. Nel 2014 l'Icel Lugo ha vinto il suo primo titolo italiano di società, conquistando l'oro nell'Eptathlon con Carolina Bianchi, Laura Reggi e Chiara Calgarini.
Pugilato
L'ENAL Pugilistica, ma anche altre palestre specializzate, hanno allenato diversi campioni originari di altre località. Fra questi Francesco Damiani, nato nella vicina Bagnacavallo, campione italiano, europeo e mondiale WBO nonché medaglia d'argento olimpica, e Alfredo Mulas, nativo della Sardegna, campione italiano dei pesi gallo nel 1978 e che tentò la conquista del titolo europeo contro il pugliese Zurlo.
Scherma
Le origini della scherma a Lugo risalgono al 1919, quando nacque una società schermistica intitolata a Francesco Baracca. I soci erano prevalentemente ex ufficiali che avevano appreso la tecnica durante il servizio militare. Dal 1930 partecipò a manifestazioni agonistiche. Dopo la Seconda guerra mondiale la scherma lughese fu rifondata da Achille Antonellini (medaglia d'argento CONI), che nel 1948 fondò la «Società schermistica lughese», da lui poi diretta per trentacinque anni. Si affiliò subito al CONI, prima società della provincia a registrarsi. La società conta circa 80 soci, tra tecnici e atleti.
Altri sport
Altre discipline molto seguite a Lugo sono: la pallavolo (Pallavolo Gattelli), il judo (Team Romagna Judo e Judo Club Lugo), il nuoto agonistico (Nuoto Club Lugo, Deka Nuoto Lugo nonché Sub Baracca Lugo per quanto riguarda il nuoto pinnato), il pattinaggio a rotelle (Up and Down), l'aeromodellismo (F. Baracca). Dal 2011 Lugo ha anche una squadra di rugby, la A.s.d. Lugo Rugby, affiliata al Romagna Rugby Football Club.

## Galleria d'immagini

Primi decenni del XX secolo. La Rocca estense e l'Arco Clementino, che segna l'inizio del ghetto ebraico
Primi decenni del XX secolo. Il Pavaglione. Nel lato ovest si tiene il tradizionale mercato della seta
L'ospedale «Umberto I», inaugurato il 21 ottobre del 1900
Primi decenni del XX secolo. Il ponte delle lavandaie sul Canale dei mulini
Reliquiario[230]
Sant'Illaro[231]